# Interstate 40
Pour les articles homonymes, voir I40 et Route 40.
L'Interstate 40 (I-40) est une autoroute ouest–est importante du système d'Interstate Highway parcourant la portion sud-centrale des États-Unis. Avec une longueur de 2 556,61 miles (4 114,46 km), elle est la troisième plus longue autoroute du réseau, après l'I-90 et l'I-80. De l'ouest à l'est, elle traverse la Californie, l'Arizona, le Nouveau-Mexique, le Texas, l'Oklahoma, l'Arkansas, le Tennessee et la Caroline du Nord. Son terminus ouest est à la jonction avec l'I-15 à Barstow, Californie, alors que son terminus est se situe à la jonction avec le multiplex formé de la US 117 et de la NC 132 à Wilmington, Caroline du Nord. Les villes importantes sur le tracé incluent Flagstaff, Arizona; Albuquerque, Nouveau-Mexique; Amarillo, Texas; Oklahoma City, Oklahoma; Little Rock, Arkansas; Memphis, Nashville et Knoxville au Tennessee ainsi qu'Asheville, Winston-Salem, Greensboro, Durham, Raleigh et Wilmington en Caroline du Nord.
La majorité du segment ouest de l'I-40, entre Barstow et Oklahoma City, longe l'historique U.S. Route 66. À l'est d'Oklahoma City, la route est généralement parallèle à la US 64 et à la US 70. L'I-40 a été établie par le Federal Aid Highway Act de 1956. Sa numérotation a été approuvée l'année suivante comme la plupart des autres autoroutes du système. Le terminus est était d'abord prévu à la jonction avec l'I-85 à Greensboro, mais il a été accepté de le prolonger jusqu'au terminus actuel à Wilmington. Cette extension a d'ailleurs été le dernier segment complété de l'I-40 en 1990.

## Description du tracé
L'I-40 parcourt huit états. Celui avec le plus long segment est le Tennessee et c'est la Californie qui a le plus court segment.
|       | mi       | km       |
| ----- | -------- | -------- |
| CA    | 154.61   | 248.82   |
| AZ    | 359.48   | 578.53   |
| NM    | 373.51   | 601.11   |
| TX    | 177.10   | 285.01   |
| OK    | 331.73   | 533.87   |
| AR    | 284.69   | 458.16   |
| TN    | 455.28   | 732.70   |
| NC    | 420.21   | 676.26   |
| Total | 2,556.61 | 4,114.46 |

### Californie

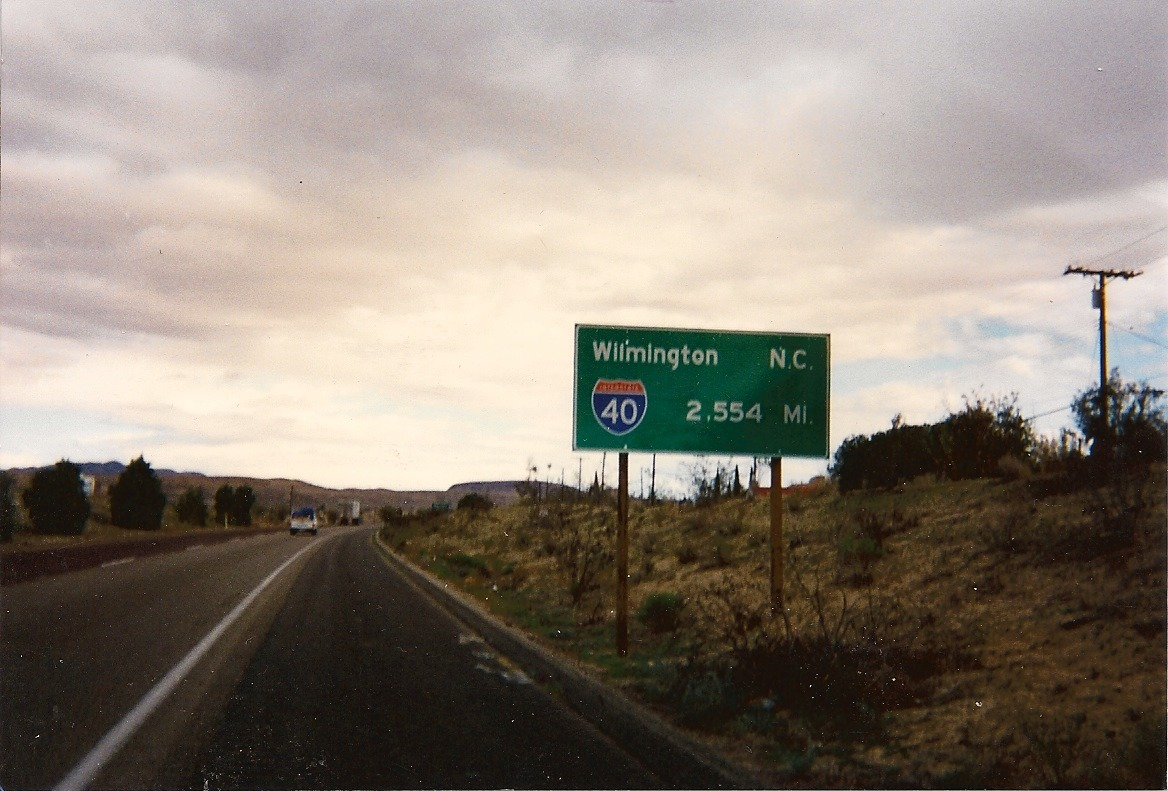
Un panneau indiquant le début de l'I-40 à Barstow, Californie, montrant la distance jusqu'au terminus est de l'autoroute à Wilmington, Caroline du Nord. Ce panneau a été volé à de nombreuses reprises.

L'I-40 en Californie traverse la région peu populeuse de l'Inland Empire. Son terminus ouest est à Barstow, Californie. Connue comme la Needles Freeway, l'autoroute se dirige vers l'est à travers le desert de Mojave dans le comté de San Bernardino jusqu'à Needles. C'est un peu après cette ville que l'I-40 entre en Arizona, au sud-ouest de Kingman. L'I-40 couvre 155 miles (249 km) en Californie. Certains panneaux indiquent la direction de Los Angeles le long de l'autoroute bien qu'il soit nécessaire d'emprunter l'I-15 pour arriver à cette ville. L'autoroute a quatre voies sur l'entièreté de son parcours dans l'État. Un panneau en Californie indiquant la distance jusqu'à Wilmington, Caroline du Nord, a été volé à de nombreuses reprises.

### Arizona

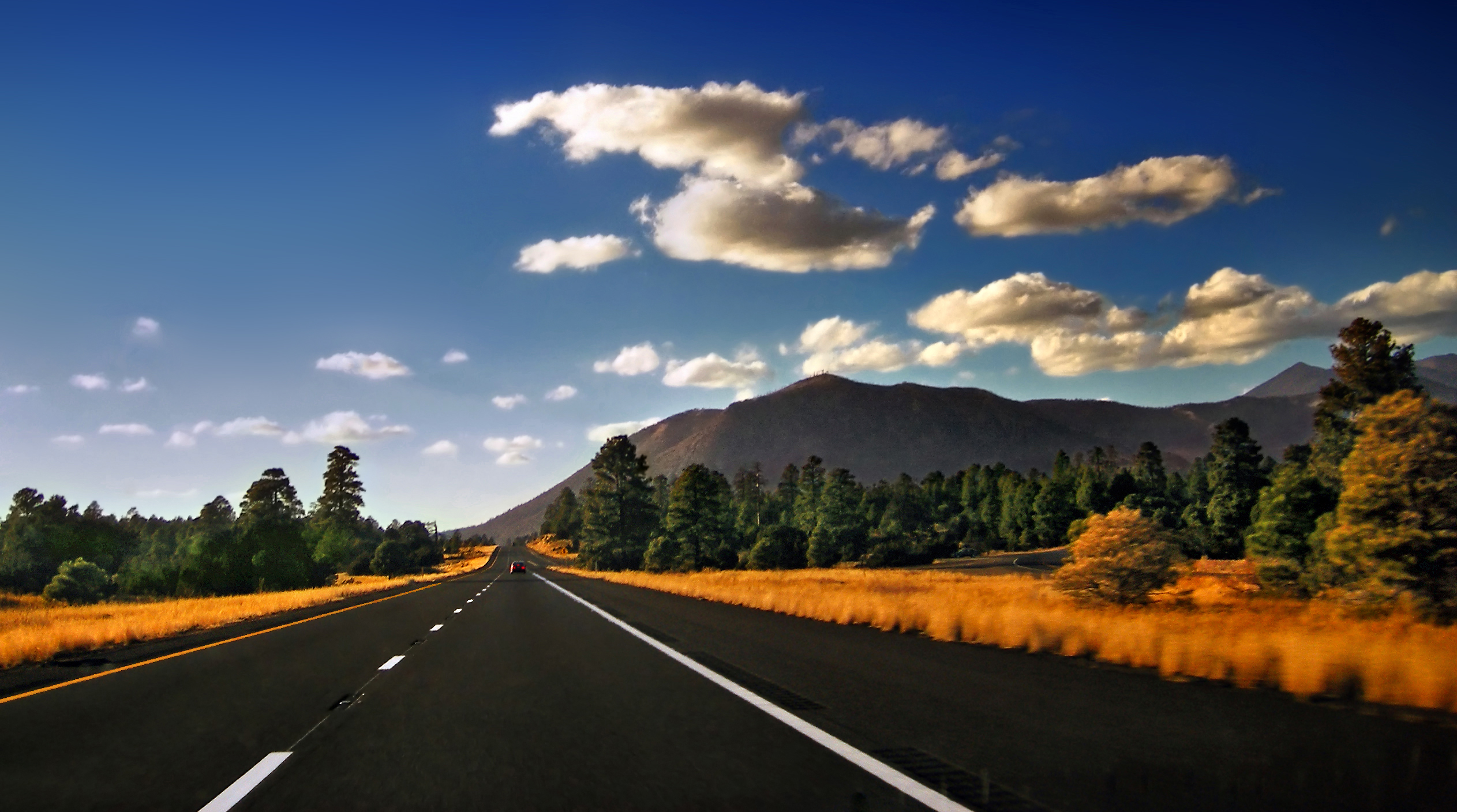
I-40 ouest se dirigeant vers Flagstaff.

L'I-40 est une route principale vers le South Rim du Grand Canyon, avec des sorties menant au Parc National du Grand Canyon à Williams et Flagstaff. L'I-40 parcourt 359 miles (578 km) en Arizona. À l'ouest de Flagstaff, elle atteint son point culminant de l'ensemble de son parcours, alors qu'elle atteint plus de 7 320 pieds (2 230 m). L'I-40 passe aussi à travers la Nation Navajo, la plus grande réserve autochtone des États-Unis. Tout comme le segment californien, l'entièreté de l'autoroute dispose de quatre voies sur son tracé.

### Nouveau-Mexique
L'I-40 couvre 374 miles (602 km) au Nouveau-Mexique. Les villes d'importance sur le tracé incluent Gallup, Grants, Albuquerque, Santa Rosa et Tucumcari. L'I-40 traverse également quelques réserves autochtones durant la moitié ouest de l'état. Elle atteint son point culminant dans l'état de 7 275 pieds (2 217 m) à la Continental Divide dans l'ouest de l'État, entre Gallup et Grants.
L'Arizona, le Nouveau-Mexique, le Texas, l'Oklahoma et l'Arkansas sont les cinq états dans lesquels l'I-40 a une limite de vitesse de 75 mph (121 km/h) au lieu de 70 mph (110 km/h) en Californie, au Tennessee et en Caroline du Nord.

### Texas
Dans l'ouest de la région du Texas panhandle, il y a de nombreuses routes menant à des ranchs directement connectées à l'autoroute. La seule ville importante du Texas desservie par l'I-40 est Amarillo, où l'I-40 rencontre l'I-27 qui mène à Lubbock. L'I-40 relie également la US 287 qui mène vers le sud-est à Dallas–Fort Worth ainsi qu'à la US 87 / US 287 nord vers Dumas et l'Oklahoma. L'I-40 n'a qu'un seul centre d'accueil dans l'État qui se trouve à Amarillo.

### Oklahoma
L'I-40 traverse le cœur de l'État passant par de nombreuses villes d'Oklahoma dont Erick, Sayre, Elk City, Clinton, Weatherford, El Reno, Yukon, Oklahoma City, Del City, Midwest City, Shawnee, Okemah, Henryetta, Checotah, Sallisaw et Roland. L'I-40 parcourt 331 miles (533 km) en Oklahoma.
Dans le centre-ville d'Oklahoma City, l'I-40 a été déplacée d'un mile (1,6 km) au sud de son alignement original et dix voies (cinq dans chaque direction) ont remplacé le tracé d'origine. L'ancien alignement de l'autoroute a été remplacé par un boulevard urbain désigné Oklahoma City Boulevard.

### Arkansas

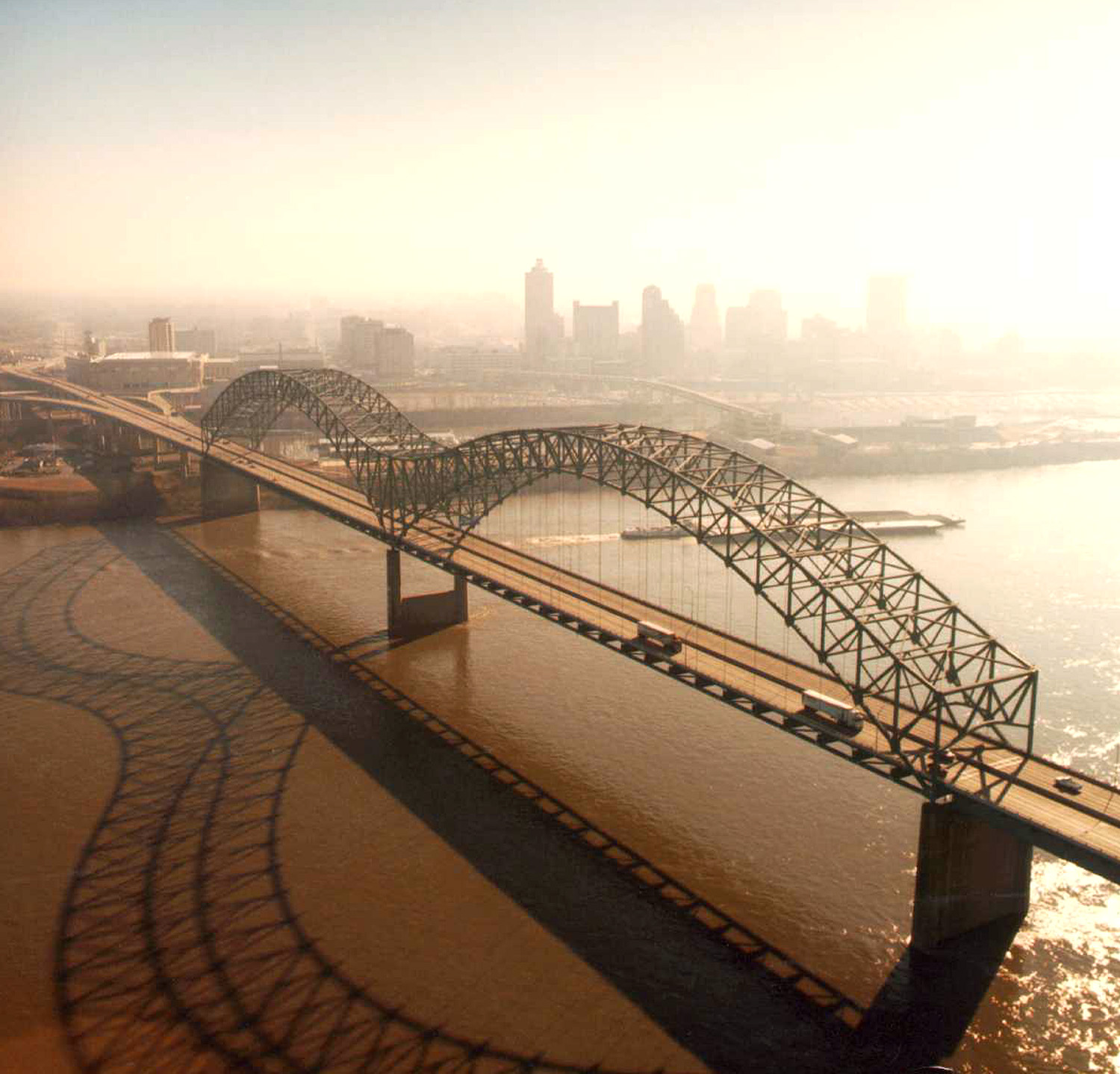
Le Pont Hernando de Soto, où l'I-40 traverse le fleuve Mississippi et entre à Memphis

L'I-40 entre dans la portion ouest-centrale de l'état et y parcourt 285 miles (459 km). La route passe par Van Buren, où elle croise l'I-540 / US 71 vers Fort Smith. L'autoroute continue vers l'est jusqu'à Alma pour croiser l'I-49 nord vers Fayetteville. Passant par les Montagnes Ozark, l'I-40 dessert Ozark, Clarksville, Russellville, Morrilton et Conway. Après avoir passé par Conway, la route tourne vers le sud et entre à North Little Rock, où elle rencontre l'I-430, l'I-30 / US 65 / US 67 / US 167 et l'I-440. L'Interstate continue à l'est à travers Lonoke, Brinkley et West Memphis. L'I-40 forme un court multiplex avec l'I-55 à West Memphis avant de traverser le fleuve Mississippi sur le Pont Hernando de Soto et entre à Memphis, Tennessee.

### Tennessee
L'État du Tennessee possède le plus long segment de l'I-40 avec 455 miles (732 km). L'autoroute passe par les trois grandes divisions du Tennessee et ses trois villes les plus importantes: Memphis, Nashville et Knoxville. Jackson, Lebanon, Cookeville, Crossville et Newport sont d'autres villes importantes dans lesquelles l'I-40 passe. Avant de quitter l'État, l'I-40 entre dans les Great Smoky Mountains vers la Caroline du Nord.

### Caroline du Nord

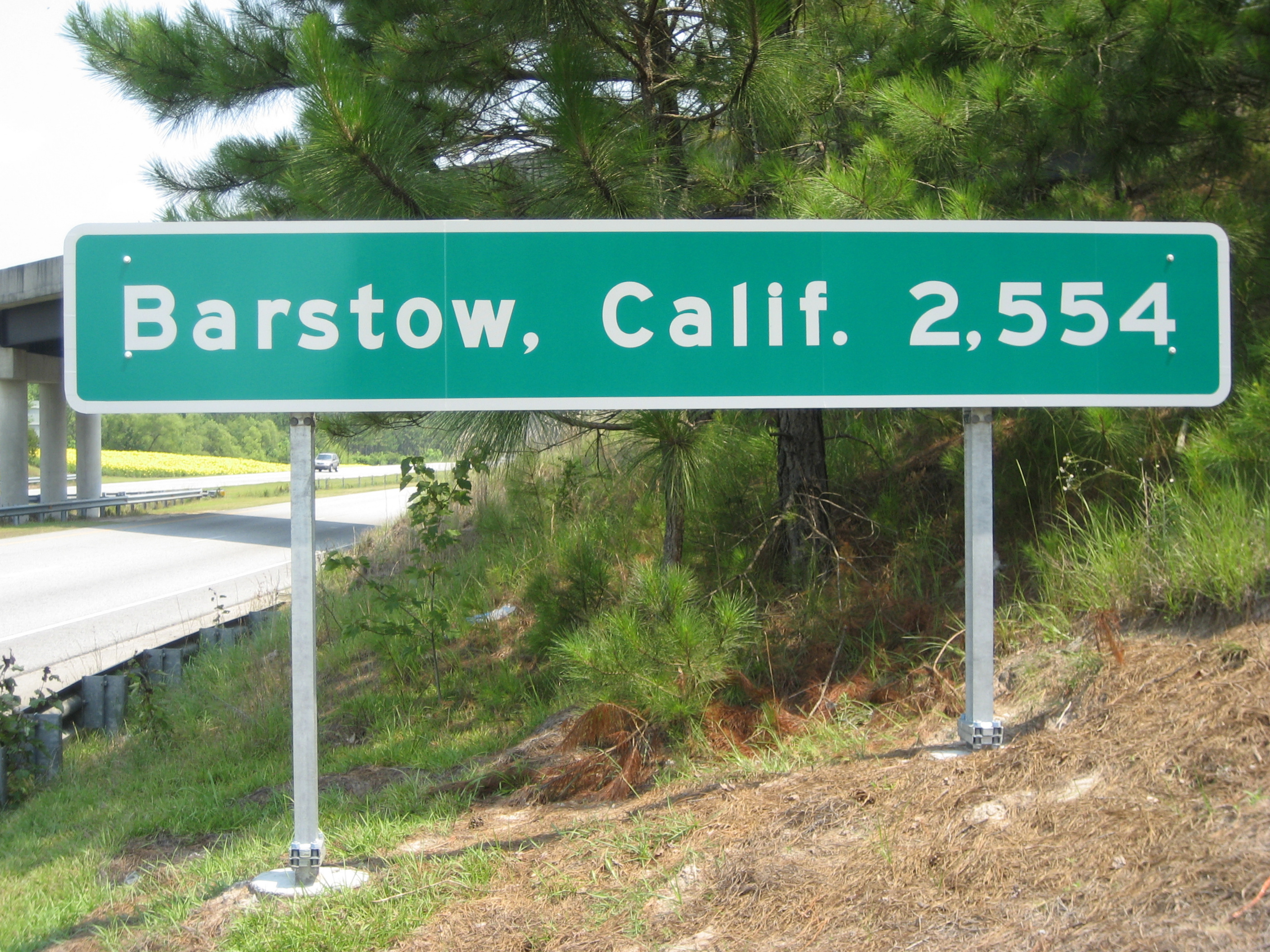
Panneau indiquant la distance jusqu'à Barstow à Wilmington.

En Caroline du Nord, l'I-40 parcourt 420 miles (680 km). Elle entre dans l'état à travers les Great Smoky Mountains, segment qui et souvent contraint de fermer dû aux glissements de terrain et aux conditions météorologiques. Elle entre dans l'état en suivant un tracé nord–sud jusqu'à ce qu'elle rencontre la US 74 et qu'elle reprenne un alignement ouest–est L'autoroute passe alors par Asheville, Hickory et Statesville avant d'atteindre Piedmont Triad. Juste à l'est de Greensboro, elle forme un multiplex avec l'I-85 et les deux routes se sépareront à l'ouest de Raleigh. Elle adopte, jusqu'à son terminus est, un alignement nord–sud.
Un panneau indiquant la distance jusqu'à Barstow était installé près du début de l'autoroute à Wilmington. Comme pour le panneau en Californie, celui-ci est victime de nombreux vols et a cessé d'être remplacé.

## Liste des sorties

### Californie
| Interstate 40                             |                  |        |        |                                                                |                                                                          |                                                                                    |
| Comté                                     | Municipalité     | mi     | km     | Sortie                                                         | Intersections / Destinations                                             | Notes                                                                              |
| San Bernardino                            | Barstow          | 0,00   | 0,00   |                                                                | I-15 sud vers SR 58 (en) ouest – San Bernardino                          | Terminus ouest; accès à l'I-15 nord via sortie 1; sortie 184A de l'I-15            |
| San Bernardino                            | Barstow          | 0,79   | 1,27   | 1                                                              | Montara Road vers CR 66                                                  | Indication direction est                                                           |
| San Bernardino                            | Barstow          | 0,79   | 1,27   | 1                                                              | East Main Street / I-15 BL / Route 66 (CR 66) vers I-15 nord – Las Vegas | Indication direction ouest; terminus ouest du multiplex avec CR 66                 |
| San Bernardino                            | Barstow          | 2,35   | 3,78   | 2                                                              | Marine Corps Logistic Base (East Main Street)                            |                                                                                    |
| San Bernardino                            | Barstow          | 4,71   | 7,58   | 5                                                              | Nebo Street (CR 66 est)                                                  | Terminus est du multiplex avec CR 66; sortie direction est, entrée direction ouest |
| San Bernardino                            | Daggett          | 7,18   | 11,56  | 7                                                              | A Street – Daggett                                                       |                                                                                    |
| San Bernardino                            |                  | 12,19  | 19,62  | 12                                                             | Airport Road – Aéroport de Barstow-Daggett                               |                                                                                    |
| San Bernardino                            | Newberry Springs | 18,45  | 29,69  | 18                                                             | Newberry Springs (CR 66)                                                 |                                                                                    |
| San Bernardino                            |                  | 23,33  | 37,55  | 23                                                             | Fort Caddy Road – Newberry Springs                                       |                                                                                    |
| San Bernardino                            |                  | 28,50  | 45,87  | Aire de repos de Desert Oasis                                  | Aire de repos de Desert Oasis                                            | Aire de repos de Desert Oasis                                                      |
| San Bernardino                            |                  | 32,50  | 52,30  | 33                                                             | Hector Road                                                              |                                                                                    |
| San Bernardino                            | Ludlow           | 49,98  | 80,44  | 50                                                             | Ludlow (CR 66)                                                           |                                                                                    |
| San Bernardino                            |                  | 78,17  | 125,80 | 78                                                             | Kelbaker Road                                                            |                                                                                    |
| San Bernardino                            |                  | 99,73  | 160,05 | 100                                                            | Essex Road – Essex                                                       |                                                                                    |
| San Bernardino                            |                  | 106,94 | 172,10 | Aire de repos John Wilkie                                      | Aire de repos John Wilkie                                                | Aire de repos John Wilkie                                                          |
| San Bernardino                            | Fenner           | 107,17 | 172,47 | 107                                                            | Goffs Road (CR 66) – Essex                                               |                                                                                    |
| San Bernardino                            |                  | 115,19 | 185,38 | 115                                                            | Mountain Springs Road                                                    |                                                                                    |
| San Bernardino                            |                  | 119,97 | 193,07 | 120                                                            | Water Road                                                               |                                                                                    |
| San Bernardino                            |                  | 132,73 | 213,61 | 133                                                            | US 95 nord – Searchlight, Las Vegas                                      | Terminus ouest du multiplex avec US 95                                             |
| San Bernardino                            | Needles          | 139,11 | 223,88 | 139                                                            | River Road Cutoff                                                        | Sortie direction est, entrée direction ouest                                       |
| San Bernardino                            | Needles          | 141,01 | 226,93 | 141                                                            | W. Broadway (I-40 BL est) / River Road                                   |                                                                                    |
| San Bernardino                            | Needles          | 142,37 | 229,12 | 142                                                            | J Street – Centre-ville                                                  |                                                                                    |
| San Bernardino                            | Needles          | 143,76 | 231,36 | 144                                                            | US 95 sud / Route 66 (E. Broadway / I-40 BL ouest) – Blythe              | Terminus est du multiplex avec US 95                                               |
| San Bernardino                            |                  | 148,19 | 238,49 | 148                                                            | Five Mile Road                                                           |                                                                                    |
| San Bernardino                            |                  | 149,10 | 239,95 | Station d'inspection d'agriculture (direction ouest seulement) | Station d'inspection d'agriculture (direction ouest seulement)           | Station d'inspection d'agriculture (direction ouest seulement)                     |
| San Bernardino                            |                  | 153,31 | 246,73 | 153                                                            | Park Moabi Road                                                          |                                                                                    |
| Fleuve Colorado                           | Fleuve Colorado  | 154,64 | 248,87 | Limite Californie–Arizona                                      | Limite Californie–Arizona                                                | Limite Californie–Arizona                                                          |
| Fleuve Colorado                           | Fleuve Colorado  | 154,64 | 248,87 |                                                                | I-40 est – Kingman                                                       | Continue en Arizona                                                                |
| - Terminus de multiplex - Accès incomplet |                  |        |        |                                                                |                                                                          |                                                                                    |

### Arizona
| Interstate 40                                          |                     |        |        |                           | |                                                  |
| Comté                                                  | Municipalité        | mi     | km     | Sortie                    | Intersections / Destinations                                                                                | Notes                                            |
| Fleuve Colorado                                        | Fleuve Colorado     | 0,00   | 0,00   |                           | I-40 ouest – Los Angeles                                                                                    | Continue en Californie                           |
| Fleuve Colorado                                        | Fleuve Colorado     | 0,00   | 0,00   | Limite Arizona–Californie | |                                                  |
| Mohave                                                 |                     | 0,55   | 0,89   | 1                         | Route 66 est – Golden Shores, Oatman                                                                        |                                                  |
| Mohave                                                 |                     | 2,99   | 4,81   | 2                         | Needle Mountain Road                                                                                        |                                                  |
| Mohave                                                 |                     | 9,79   | 15,76  | 9                         | SR 95 (en) sud – Lake Havasu City, Parker                                                                   |                                                  |
| Mohave                                                 |                     | 13,16  | 21,18  | 13                        | Franconia Road                                                                                              |                                                  |
| Mohave                                                 |                     | 20,14  | 32,41  | 20                        | Santa Fe Ranch Road                                                                                         |                                                  |
| Mohave                                                 | Yucca               | 25,19  | 40,54  | 25                        | Alamo Road                                                                                                  | Pas d'entrée direction est                       |
| Mohave                                                 | Yucca               | 26,18  | 42,13  | 26                        | Proving Ground Road                                                                                         | Pas d'entrée direction ouest                     |
| Mohave                                                 |                     | 28,75  | 46,27  | 28                        | Old Trails Road                                                                                             |                                                  |
| Mohave                                                 |                     | 37,03  | 59,59  | 37                        | Griffith Road                                                                                               |                                                  |
| Mohave                                                 | McConnico           | 44,32  | 71,33  | 44                        | Route 66 est (Shinarump Drive) / Oatman Highway                                                             |                                                  |
| Mohave                                                 | Kingman             | 48,86  | 78,63  | 48                        | US 93 nord (Beale Street) vers SR 68 (en) ouest – Las Vegas                                                 | Terminus ouest du multiplex avec US 93           |
| Mohave                                                 | Kingman             |        |        | 49                        | Future I-11 nord / US 93 nord vers SR 68 (en) ouest – Las Vegas                                             | Le tracé de l'I-11 est proposé suivre la US 93   |
| Mohave                                                 | Kingman             | 51,69  | 83,19  | 51                        | Stockton Hill Road                                                                                          |                                                  |
| Mohave                                                 | Kingman             | 53,07  | 85,41  | 53                        | SR 66 (en) / Route 66 est (Andy Devine Avenue) – Aéroport de Kingman                                        |                                                  |
| Mohave                                                 | Kingman             |        |        | 57                        | Rancho Santa Fe Parkway                                                                                     | Échangeur planifié                               |
| Mohave                                                 |                     | 59,21  | 95,29  | 59                        | CR 259 (DW Ranch Road)                                                                                      |                                                  |
| Mohave                                                 |                     | 66,02  | 106,25 | 66                        | Blake Ranch Road                                                                                            |                                                  |
| Mohave                                                 |                     | 71,52  | 115,10 | 71                        | Future I-11 sud / US 93 sud – Wickenburg / Phoenix                                                          | Terminus est du multiplex avec US 93             |
| Mohave                                                 |                     | 78,90  | 126,98 | 79                        | Silver Springs Road                                                                                         |                                                  |
| Mohave                                                 |                     | 87,01  | 140,03 | 87                        | Willows Ranch Road                                                                                          |                                                  |
| Mohave                                                 |                     | 91,12  | 146,64 | 91                        | Fort Rock Road                                                                                              |                                                  |
| Yavapai                                                |                     | 95,45  | 153,61 | 96                        | Cross Mountain Road                                                                                         |                                                  |
| Yavapai                                                |                     | 102,99 | 165,75 | 103                       | Jolly Road                                                                                                  |                                                  |
| Yavapai                                                |                     | 109,07 | 175,53 | 109                       | Anvil Rock Road                                                                                             |                                                  |
| Yavapai                                                | Seligman            | 120,49 | 193,91 | 121                       | I-40 BL est vers SR 66 (en) / Route 66 – Seligman, Peach Springs                                            |                                                  |
| Yavapai                                                | Seligman            | 122,72 | 197,50 | 123                       | I-40 BL ouest vers SR 66 (en) / Route 66 – Seligman, Peach Springs                                          |                                                  |
| Yavapai                                                |                     | 139,28 | 224,15 | 139                       | Route 66 ouest (Crookton Road)                                                                              |                                                  |
| Yavapai                                                | Ash Fork            | 144,37 | 232,24 | 144                       | I-40 BL / Route 66 est – Ash Fork                                                                           |                                                  |
| Yavapai                                                | Ash Fork            | 145,69 | 234,47 | 146                       | SR 89 (en) sud / I-40 BL / Route 66 ouest – Prescott, Ash Fork                                              |                                                  |
| Coconino                                               |                     | 147,68 | 237,67 | 148                       | County Line Road                                                                                            |                                                  |
| Coconino                                               |                     | 148,57 | 239,10 | 149                       | Monte Carlo Road                                                                                            |                                                  |
| Coconino                                               |                     | 151,23 | 243,38 | 151                       | Welch Road                                                                                                  |                                                  |
| Coconino                                               |                     | 157,20 | 252,99 | 157                       | Devil Dog Road                                                                                              |                                                  |
| Coconino                                               | Williams            | 161,38 | 259,72 | 161                       | I-40 BL / Route 66 est – Williams, Parc National du Grand Canyon                                            |                                                  |
| Coconino                                               | Williams            | 162,96 | 262,24 | 163                       | Williams, Parc National du Grand Canyon                                                                     |                                                  |
| Coconino                                               | Williams            | 165,41 | 266,20 | 165                       | I-40 BL / Route 66 ouest / SR 64 (en) nord – Williams, Parc National du Grand Canyon                        |                                                  |
| Coconino                                               | Williams            | 167,09 | 268,91 | 167                       | Garland Prairie Road / Circle Pines Road                                                                    |                                                  |
| Coconino                                               | Parks               | 171,10 | 275,36 | 171                       | Deer Farm Road (CR 146) / Pittman Valley Road                                                               |                                                  |
| Coconino                                               | Parks               | 177,81 | 286,16 | 178                       | Parks Road                                                                                                  |                                                  |
| Coconino                                               | Bellemon            | 183,66 | 295,57 | 184                       | Camp Navajo                                                                                                 | Échangeur proposé                                |
| Coconino                                               | Bellemon            | 184,68 | 297,21 | 185                       | Hugues Avenue – Bellemon                                                                                    |                                                  |
| Coconino                                               |                     | 190,10 | 305,94 | 190                       | A-1 Mountain Road                                                                                           |                                                  |
| Coconino                                               |                     | 191,26 | 307,80 | 191                       | I-40 BL / Route 66 est                                                                                      |                                                  |
| Coconino                                               |                     | 192,12 | 309,19 | 192                       | Flagstaff Ranch Road                                                                                        |                                                  |
| Coconino                                               | Flagstaff           | 193,47 | 311,36 | 194                       | Woody Mountain Road                                                                                         | Échangeur proposé                                |
| Coconino                                               | Flagstaff           | 194,63 | 313,23 | 195                       | I-17 sud / SR 89A (en) vers US 180 nord – Sedona, Phoenix, Flagstaff                                        | Terminus nord de l'I-17; sortie 340A-B de l'I-17 |
| Coconino                                               | Flagstaff           | 196,70 | 316,56 | 197                       | Lone Tree Road                                                                                              | Échangeur proposé                                |
| Coconino                                               | Flagstaff           | 197,86 | 318,42 | 198                       | Buttler Avenue                                                                                              |                                                  |
| Coconino                                               | Flagstaff           | 200,65 | 322,91 | 201                       | I-40 BL / US 180 ouest (Country Club Drive) vers US 89 nord – Flagstaff, Page                               | Terminus ouest du multiplex avec US 180          |
| Coconino                                               | Flagstaff           | 204,42 | 328,98 | 204                       | Route 66 ouest – Walnut Canyon National Monument                                                            |                                                  |
| Coconino                                               |                     | 206,79 | 332,80 | 207                       | Cosnino Road                                                                                                |                                                  |
| Coconino                                               |                     | 210,72 | 339,12 | 211                       | Winona |                                                  |
| Coconino                                               |                     | 219,13 | 352,66 | 219                       | Twin Arrows                                                                                                 |                                                  |
| Coconino                                               |                     | 224,60 | 361,46 | 225                       | Buffalo Range Road                                                                                          |                                                  |
| Coconino                                               |                     | 230,01 | 370,17 | 230                       | Two Guns |                                                  |
| Coconino                                               |                     | 233,43 | 375,77 | 233                       | Meteor Crater Road                                                                                          |                                                  |
| Coconino                                               |                     | 239,22 | 384,99 | 239                       | Meteor City Road                                                                                            |                                                  |
| Coconino                                               |                     | 244,94 | 394,19 | 245                       | SR 99 (en) nord – Leupp                                                                                     | Terminus ouest du multiplex avec SR 99           |
| Navajo                                                 | Winslow             | 251,58 | 404,88 | 252                       | I-40 BS ouest / SR 99 (en) sud / Route 66 est (Hipkoe Drive)                                                | Terminus est du multiplex avec SR 99             |
| Navajo                                                 | Winslow             | 253,08 | 407,29 | 253                       | North Park Drive                                                                                            |                                                  |
| Navajo                                                 | Winslow             | 255,21 | 410,72 | 255                       | Transcon Lane                                                                                               |                                                  |
| Navajo                                                 |                     | 257,16 | 413,86 | 257                       | SR 87 (en) sud / Route 66 est – Payson, Second Mesa                                                         |                                                  |
| Navajo                                                 |                     | 264,18 | 425,16 | 264                       | Hibbard Road                                                                                                |                                                  |
| Navajo                                                 |                     | 269,43 | 433,61 | 269                       | Jackrabbit Road                                                                                             |                                                  |
| Navajo                                                 | Joseph City         | 274,19 | 441,27 | 274                       | I-40 BL / Route 66 est – Joseph City                                                                        |                                                  |
| Navajo                                                 | Joseph City         | 276,55 | 445,06 | 277                       | I-40 BL / Route 66 ouest – Joseph City                                                                      |                                                  |
| Navajo                                                 |                     | 280,13 | 450,83 | 280                       | Hunt Road / Geronimo Road                                                                                   |                                                  |
| Navajo                                                 | Holbrook            | 283,13 | 455,65 | 283                       | Perkins Valley Road                                                                                         |                                                  |
| Navajo                                                 | Holbrook            | 284,67 | 458,13 | 285                       | I-40 BL / US 180 / Route 66 est (Hopi Drive) vers SR 77 (en) sud – Show Low, Petrified Forest National Park | Terminus est du multiplex avec US 180            |
| Navajo                                                 | Holbrook            | 286,38 | 460,88 | 286                       | I-40 BL (Navajo Boulevard) / SR 77 (en) sud vers US 180 est / SR 377 (en) sud – Show Low, Heber             | Terminus ouest du multiplex avec SR 77           |
| Navajo                                                 | Holbrook            | 289,00 | 465,10 | 289                       | I-40 BL (Navajo Boulevard) / Route 66 est                                                                   |                                                  |
| Navajo                                                 |                     | 292,32 | 470,44 | 292                       | SR 77 (en) nord – Indian Wells                                                                              | Terminus est du multiplex avec SR 77             |
| Navajo                                                 |                     | 294,03 | 473,20 | 294                       | Sun Valley Road                                                                                             |                                                  |
| Navajo                                                 |                     | 299,67 | 482,27 | 300                       | Goodwater                                                                                                   |                                                  |
| Navajo                                                 |                     | 303,09 | 487,78 | 303                       | Adamana Road                                                                                                |                                                  |
| Apache                                                 | Petrified Forest NP | 311,06 | 500,60 | 311                       | Petrified Forest National Park                                                                              |                                                  |
| Apache                                                 |                     | 319,49 | 514,17 | 320                       | Pinta Road                                                                                                  |                                                  |
| Apache                                                 |                     | 325,41 | 523,70 | 325                       | Navajo |                                                  |
| Apache                                                 |                     | 329,49 | 530,26 | 330                       | McCarrell Road                                                                                              |                                                  |
| Apache                                                 | Chambers            | 333,04 | 535,98 | 333                       | US 191 nord – Ganado                                                                                        | Terminus ouest du multiplex avec US 191          |
| Apache                                                 | Sanders             | 339,00 | 545,57 | 339                       | US 191 sud – Saint Johns                                                                                    | Terminus est du multiplex avec US 191            |
| Apache                                                 |                     | 341,33 | 549,32 | 341                       | Ortega Road                                                                                                 |                                                  |
| Apache                                                 |                     | 343,32 | 552,52 | 343                       | Querino Road                                                                                                |                                                  |
| Apache                                                 |                     | 346,05 | 556,91 | 346                       | Pine Springs Road                                                                                           |                                                  |
| Apache                                                 |                     | 347,65 | 559,49 | 348                       | St. Anselm Road – Houck                                                                                     |                                                  |
| Apache                                                 |                     | 350,85 | 564,64 | 351                       | Allentown Road                                                                                              |                                                  |
| Apache                                                 |                     | 354,11 | 569,88 | 354                       | Hawthorne Road                                                                                              |                                                  |
| Apache                                                 |                     | 357,02 | 574,57 | 357                       | BIA 12 (en) nord – Window Rock                                                                              |                                                  |
| Apache                                                 | Lupton              | 358,69 | 577,26 | 359                       | Grants Road – Aire de repos                                                                                 |                                                  |
| Apache                                                 |                     | 359,11 | 577,93 |                           | I-40 est – Albuquerque                                                                                      | Continue au Nouveau-Mexique                      |
| - Terminus de multiplex - Accès incomplet - Non-ouvert |                     |        |        |                           | |                                                  |

### Nouveau-Mexique
| Interstate 40                                     |                                                    |        |        |                                |                                                                          | |
| Comté                                             | Municipalité                                       | mi     | km     | Sortie                         | Intersections / Destinations                                             | Notes |
| McKinley                                          |                                                    | 0,00   | 0,00   |                                | I-40 ouest – Flagstaff                                                   | Continue en Arizona                                                                                               |
| McKinley                                          |                                                    | 8,36   | 13,45  | 8                              | NM 118 (en) – Defiance, Manuelito                                        | |
| McKinley                                          | Gallup                                             | 16,36  | 26,33  | 16                             | NM 118 (en) – Gallup                                                     | |
| McKinley                                          | Gallup                                             | 20,73  | 33,36  | 20                             | US 491 nord / NM 602 (en) sud (Muñoz Boulevard) – Shiprock, Zuni         | |
| McKinley                                          | Gallup                                             | 22,66  | 36,47  | 22                             | Miyamura Drive / Montoya Boulevard                                       | |
| McKinley                                          | Gallup                                             | 25,83  | 41,57  | 26                             | NM 118 (en) – Gallup                                                     | |
| McKinley                                          | McGaffey                                           | 33,52  | 53,95  | 33                             | NM 400 (en) – McGaffey                                                   | |
| McKinley                                          | Iyanbito                                           | 36,67  | 59,01  | 36                             | NM 118 (en) ouest – Iyanbito                                             | |
| McKinley                                          |                                                    | 39,75  | 63,97  | 39                             | Refinery                                                                 | |
| McKinley                                          | Coolidge                                           | 44,51  | 71,63  | 44                             | Coolidge                                                                 | |
| McKinley                                          |                                                    | 47,81  | 76,94  | 47                             | NM 122 (en) est – Continental Divide                                     | |
| McKinley                                          | Thoreau                                            | 53,17  | 85,57  | 53                             | NM 371 (en) / NM 612 (en) – Thoreau                                      | |
| McKinley                                          | Prewitt                                            | 63,18  | 101,68 | 63                             | NM 412 (en) – Prewitt                                                    | |
| Cibola                                            | Bluewater Village                                  | 72,05  | 115,95 | 72                             | NM 606 (en) – Bluewater Village                                          | |
| Cibola                                            | Milan                                              | 78,93  | 127,03 | 79                             | NM 122 (en) vers NM 605 (en) – Milan, San Mateo                          | |
| Cibola                                            | Grants                                             | 81,71  | 131,50 | 81                             | NM 53 (en) vers NM 122 (en) – San Rafael, Grants                         | Indiqué sortie 81A (sud) et 81B (nord) en direction est                                                           |
| Cibola                                            | Grants                                             | 84,95  | 136,71 | 85                             | NM 122 (en) vers NM 547 (en) – Grants, Mount Taylor                      | |
| Cibola                                            |                                                    | 89,26  | 143,65 | 89                             | NM 117 (en) – Quemado                                                    | |
| Cibola                                            |                                                    | 96,33  | 155,03 | 96                             | McCartys, Acoma, Sky City                                                | |
| Cibola                                            | San Fidel                                          | 99,86  | 160,71 | 100                            | San Fidel                                                                | |
| Cibola                                            |                                                    | 101,69 | 163,65 | 102                            | Acomita, Acoma, Sky City                                                 | |
| Cibola                                            |                                                    | 104,60 | 168,34 | 104                            | Cubero, Budville, Seama                                                  | |
| Cibola                                            |                                                    | 107,74 | 173,39 | 108                            | Casa Blanca, Paraje                                                      | |
| Cibola                                            | Laguna                                             | 113,99 | 183,45 | 114                            | NM 124 (en) – Laguna                                                     | |
| Cibola                                            |                                                    | 117,47 | 189,05 | 117                            | Mesita                                                                   | |
| Cibola                                            |                                                    | 126,53 | 203,63 | 126                            | NM 6 (en) est – Los Lunas                                                | |
| Cibola                                            | Cañoncito                                          | 130,98 | 210,79 | 131                            | To'Hajiilee                                                              | |
| Bernalillo                                        |                                                    | 140,05 | 225,39 | 140                            | Rio Puerco                                                               | |
| Bernalillo                                        |                                                    | 149,25 | 240,19 | 149                            | Atrisco Vista Boulevard                                                  | |
| Bernalillo                                        | Albuquerque                                        | 151,98 | 244,59 | 153                            | 98th Street / Arroyo Vista Boulevard                                     | |
| Bernalillo                                        | Albuquerque                                        | 153,10 | 246,39 | 154                            | NM 345 (en) (Unser Boulevard)                                            | |
| Bernalillo                                        | Albuquerque                                        | 154,76 | 249,06 | 155                            | NM 45 (en) (Coors Boulevard)                                             | |
| Bernalillo                                        | Albuquerque                                        | 156,67 | 252,14 | 157A                           | Rio Grande Boulevard                                                     | |
| Bernalillo                                        | Albuquerque                                        | 157,39 | 253,29 | 157B                           | 12th Street                                                              | Sortie direction est, entrée direction ouest; accès direction ouest via sortie 158                                |
| Bernalillo                                        | Albuquerque                                        | 157,85 | 254,03 | 158                            | 8th Street / 6th Street                                                  | Pas d'entrée direction ouest                                                                                      |
| Bernalillo                                        | Albuquerque                                        | 158,02 | 254,31 | 159A                           | 4th Street / 2nd Street / University Boulevard                           | Sortie direction est, entrée direction ouest                                                                      |
| Bernalillo                                        | Albuquerque                                        | 159,05 | 255,97 | 159B‑C                         | I-25 / US 85 (Pan American Freeway) – Las Cruces, Santa Fe               | Indiqué sortie 159B (sud) et 159C (nord); sortie 226A-B de l'I-25; dessert l'aéroport international d'Albuquerque |
| Bernalillo                                        | Albuquerque                                        | 159,38 | 256,50 | 159D                           | University Boulevard / 2nd Street / 4th Street                           | Sortie direction ouest, entrée direction est                                                                      |
| Bernalillo                                        | Albuquerque                                        | 160,50 | 258,30 | 160                            | Carlisle Boulevard                                                       | |
| Bernalillo                                        | Albuquerque                                        | 161,46 | 259,84 | 161                            | San Mateo Boulevard                                                      | |
| Bernalillo                                        | Albuquerque                                        | 162,62 | 261,51 | 162                            | Louisiana Boulevard                                                      | |
| Bernalillo                                        | Albuquerque                                        | 163,75 | 263,53 | 164                            | Wyoming Boulevard                                                        | |
| Bernalillo                                        | Albuquerque                                        | 164,19 | 264,24 |                                | Lomas Boulevard                                                          | Remplacé par l'échangeur de Wyoming Boulevard                                                                     |
| Bernalillo                                        | Albuquerque                                        | 164,90 | 265,38 | 165                            | Eubank Boulevard                                                         | |
| Bernalillo                                        | Albuquerque                                        | 165,97 | 267,10 | 166                            | Juan Tabo Boulevard                                                      | |
| Bernalillo                                        | Albuquerque                                        | 167,10 | 268,92 | 167                            | NM 556 (en) (Tramway Boulevard) / Route 66 (Central Avenue)              | Historic US 66 (Central Avenue) non-indiqué en direction est                                                      |
| Bernalillo                                        |                                                    | 168,87 | 271,77 | 170                            | NM 333 (en) – Carnuel                                                    | |
| Bernalillo                                        |                                                    | 173,90 | 279,86 | 175                            | NM 14 (en) / NM 337 (en) – Tijeras, Cedar Crest                          | |
| Bernalillo                                        | Zuzax                                              | 177,17 | 285,13 | 178                            | NM 333 (en) – Zuzax                                                      | |
| Bernalillo                                        | Sedillo                                            | 181,04 | 291,36 | 181                            | Vers NM 217 (en) – Sedillo                                               | |
| Santa Fe                                          | Edgewood                                           | 186,73 | 300,51 | 187                            | NM 344 (en) – Edgewood                                                   | |
| Torrance                                          | Moriarty                                           | 194,55 | 313,10 | 194                            | I-40 BL est / Route 66 – Moriarty                                        | |
| Torrance                                          | Moriarty                                           | 195,93 | 315,32 | 196                            | NM 41 (en) (Howard Cavasos Boulevard)                                    | |
| Torrance                                          | Moriarty                                           | 197,33 | 317,57 | 197                            | I-40 BL ouest / Route 66 – Moriarty                                      | Pas d'entrée direction ouest                                                                                      |
| Torrance                                          |                                                    | 203,38 | 327,31 | 203                            | Longhorn Ranch                                                           | La sortie n'indique pas de destination                                                                            |
| Torrance                                          | Wagon Wheel                                        | 208,39 | 335,37 | 208                            | Wagon Wheel                                                              | |
| Torrance                                          | Clines Corners                                     | 217,59 | 350,18 | 218A                           | Clines Corners                                                           | Ancienne sortie en direction ouest seulement                                                                      |
| Torrance                                          | Clines Corners                                     | 217,59 | 350,18 | 218                            | US 285 – Vaughn, Santa Fe, Roswell                                       | |
| Torrance                                          |                                                    | 225,81 | 363,41 | 226                            | Palma                                                                    | La sortie n'indique pas de destination                                                                            |
| Torrance                                          |                                                    | 230,17 | 370,42 | 230                            | NM 3 (en) – Encino, Villanueva                                           | |
| Torrance                                          |                                                    | 233,71 | 376,12 | 234                            | Flying C                                                                 | La sortie n'indique pas de destination; deux sorties en direction ouest                                           |
| Torrance                                          |                                                    | 238,69 | 384,13 | 239                            | McKenzie                                                                 | La sortie n'indique pas de destination                                                                            |
| Guadalupe                                         |                                                    | 242,83 | 390,80 | 243                            | Milagro                                                                  | La sortie n'indique pas de destination; indiqué sortie 243B et 243A en direction ouest                            |
| Guadalupe                                         |                                                    | 251,58 | 404,88 | Aire de repos en direction est | Aire de repos en direction est                                           | Aire de repos en direction est                                                                                    |
| Guadalupe                                         | Aire de repos de la Rotue 66 à Vaughan; sortie 252 | 251,58 | 404,88 |                                |                                                                          | |
| Guadalupe                                         |                                                    | 255,86 | 411,77 | 256                            | US 84 nord / NM 219 (en) sud – Las Vegas, Pastura                        | Terminus ouest du multiplex avec US 84                                                                            |
| Guadalupe                                         | San Ignacio                                        | 262,83 | 422,98 | 263                            | San Ignacio                                                              | |
| Guadalupe                                         | Colonias                                           | 267,16 | 429,95 | 267                            | Colonias                                                                 | |
| Guadalupe                                         | Santa Rosa                                         | 272,38 | 438,35 | 273                            | I-40 BL est / Route 66 – Santa Rosa                                      | |
| Guadalupe                                         | Santa Rosa                                         | 274,37 | 441,56 | 275                            | Santa Rosa                                                               | |
| Guadalupe                                         | Santa Rosa                                         | 276,19 | 444,48 | 277                            | I-40 BL ouest / US 54 sud (Route 66) US 84 sud – Fort Sumner, Santa Rosa | Terminus est du multiplex avec US 84; terminus ouest du multiplex avec US 54                                      |
| Guadalupe                                         |                                                    | 283,96 | 456,99 | 284                            | Frontier Museum                                                          | |
| Guadalupe                                         | Cuervo                                             | 290,61 | 467,69 | 291                            | Cuervo                                                                   | |
| Guadalupe                                         | Newkirk                                            | 299,27 | 481,63 | 300                            | NM 129 (en) – Newkirk                                                    | |
| Quay                                              | Montoya                                            | 310,72 | 500,06 | 311                            | Montoya                                                                  | |
| Quay                                              | Palomas                                            | 321,13 | 516,81 | 321                            | Palomas                                                                  | |
| Quay                                              | Tucumcari                                          | 328,43 | 528,56 | 329                            | I-40 BL / Route 66 est                                                   | |
| Quay                                              | Tucumcari                                          | 330,30 | 531,57 | 331                            | Camino del Coronado                                                      | |
| Quay                                              | Tucumcari                                          | 331,45 | 533,42 | 332                            | NM 209 (en) vers NM 104 (en) (1st Street)                                | |
| Quay                                              | Tucumcari                                          | 332,80 | 535,59 | 333                            | US 54 est (Mountain Road)                                                | Terminus est du multiplex avec US 54                                                                              |
| Quay                                              | Tucumcari                                          | 334,67 | 538,60 | 335                            | I-40 BL / Route 66 ouest                                                 | |
| Quay                                              |                                                    | 337,81 | 543,65 | 339                            | NM 278 (en)                                                              | |
| Quay                                              |                                                    | 343,13 | 552,21 | 343                            | Quarry Road AD                                                           | |
| Quay                                              | San Jon                                            | 355,25 | 571,72 | 356                            | NM 459 Route 66 – San Jon                                                | |
| Quay                                              | Bard                                               | 360,35 | 579,93 | 361                            | Bard                                                                     | |
| Quay                                              | Endee                                              | 369,02 | 593,88 | 369                            | NM 93 (en) sud / NM 392 (en) nord – Endee                                | |
| Quay                                              | Glenrio                                            | 372,52 | 599,51 |                                | I-40 est – Amarillo                                                      | Continue au Texas                                                                                                 |
| - Terminus de multiplex - Accès incomplet - Fermé |                                                    |        |        |                                |                                                                          | |

### Texas
| Interstate 40                                          |              |        |        |        |                                                                        |                                                                                         |
| Comté                                                  | Municipalité | mi     | km     | Sortie | Intersections / Destinations                                           | Notes                                                                                   |
| Deaf Smith                                             | Glenrio      | 0,00   | 0,00   |        | I-40 ouest – Albuquerque                                               | Continue au Nouveau-Mexique                                                             |
| Deaf Smith                                             | Glenrio      | 0,48   | 0,77   | 0      | I-40 BL – Glenrio                                                      |                                                                                         |
| Oldham                                                 |              | 15,35  | 24,70  | 15     | Ivy Road                                                               |                                                                                         |
| Oldham                                                 |              | 17,98  | 28,94  | 18     | FM 2858 (en) (Gruhlkey Road)                                           |                                                                                         |
| Oldham                                                 | Adrian       | 22,03  | 35,45  | 22     | I-40 BL – Adrian                                                       |                                                                                         |
| Oldham                                                 | Adrian       | 23,04  | 37,08  | 23     | SH 214 (en)                                                            | Pas d'entrée en direction ouest                                                         |
| Oldham                                                 |              | 28,62  | 46,06  | 28     | FM 29 (en) – Landergin                                                 |                                                                                         |
| Oldham                                                 | Vega         | 35,02  | 56,36  | 35     | I-40 BL est / FM 3319 (en) – Vega                                      |                                                                                         |
| Oldham                                                 | Vega         | 36,35  | 58,50  | 36     | US 385 – Vega                                                          |                                                                                         |
| Oldham                                                 | Vega         | 37,62  | 60,64  | 37     | I-40 BL ouest – Vega                                                   |                                                                                         |
| Oldham                                                 |              | 42,09  | 67,74  | 42     | Everett Road                                                           |                                                                                         |
| Oldham                                                 |              | 49,37  | 79,45  | 49     | FM 809 (en) – Wildorado                                                |                                                                                         |
| Potter                                                 |              | 54,43  | 87,60  | 54     | Adkisson Road                                                          |                                                                                         |
| Potter                                                 |              | 57,32  | 92,25  | 57     | RM 2381 (en) – Bushland                                                |                                                                                         |
| Potter                                                 |              | 60,35  | 97,12  | 60     | Arnot Road                                                             |                                                                                         |
| Potter                                                 |              | 62,42  | 100,46 | 62A    | Hope Road                                                              |                                                                                         |
| Potter                                                 | Amarillo     | 62,42  | 100,46 | 62B    | I-40 BL est (Amarillo Boulevard)                                       | Sortie direction est, entrée direction ouest                                            |
| Potter                                                 | Amarillo     | 63,22  | 101,74 | 63     | Loop 335 (en) / Helium Road                                            | En construction; sortie direction est via sortie 62B                                    |
| Potter                                                 | Amarillo     | 64,50  | 103,80 | 64     | Loop 335 (en) (Soncy Road)                                             |                                                                                         |
| Potter                                                 | Amarillo     | 65,46  | 105,35 | 65     | Coulter Street                                                         |                                                                                         |
| Potter                                                 | Amarillo     | 66,52  | 107,05 | 66     | Bell Street / Avondale Street / Olsen Boulevard                        |                                                                                         |
| Potter                                                 | Amarillo     | 67,56  | 108,73 | 67     | Western Street / Avondale Street / Olsen Boulevard                     |                                                                                         |
| Potter                                                 | Amarillo     | 68,19  | 109,74 | 68A    | Julian Boulevard / Paramount Boulevard                                 |                                                                                         |
| Potter                                                 | Amarillo     | 68,64  | 110,47 | 68B    | Georgia Street / Crockett Street                                       |                                                                                         |
| Potter                                                 | Amarillo     | 69,11  | 111,22 | 69A    | Crockett Street                                                        | Sortie direction ouest, entrée direction est                                            |
| Potter                                                 | Amarillo     | 69,64  | 112,07 | 69B    | Washington Street – Amarillo College                                   |                                                                                         |
| Potter                                                 | Amarillo     | 70,30  | 113,14 | 70     | I-27 sud / US 60 / US 87 / US 287 nord – Canyon, Lubbock, Dumas, Pampa | Terminus ouest du multiplex avec US 287; sortie 123B de l'I-27; terminus nord de l'I-27 |
| Potter                                                 | Amarillo     | 70,88  | 114,07 | 71     | Ross-Osage Street / Arthur Street                                      |                                                                                         |
| Potter                                                 | Amarillo     | 72,07  | 115,99 | 72A    | Nelson Street / Quarter Horse Drive                                    |                                                                                         |
| Potter                                                 | Amarillo     | 72,66  | 116,93 | 72B    | Grand Street / Bolton Street                                           |                                                                                         |
| Potter                                                 | Amarillo     | 73,60  | 118,45 | 73     | Eastern Street / Bolton Street                                         |                                                                                         |
| Potter                                                 | Amarillo     | 74,54  | 119,96 | 74     | Whitaker Road                                                          |                                                                                         |
| Potter                                                 | Amarillo     | 75,66  | 121,76 | 75     | Loop 335 (en) (Lakeside Drive)                                         |                                                                                         |
| Potter                                                 | Amarillo     | 76,67  | 123,39 | 76     | Spur 468 (en) (Airport Boulevard)                                      | Dessert l'Aéroport d'Amarillo                                                           |
| Potter                                                 | Amarillo     | 77,65  | 124,97 | 77     | FM 1258 (en) (Pullman Road)                                            |                                                                                         |
| Potter                                                 | Amarillo     | 78,49  | 126,32 | 78     | US 287 sud – Fort Worth                                                | Terminus est du multiplex avec US 287; sortie direction est, entrée direction ouest     |
| Potter                                                 |              | 79,94  | 128,65 | 80     | Spur 228 (en)                                                          |                                                                                         |
| Potter                                                 |              | 80,97  | 130,31 | 81     | FM 1912 (en)                                                           |                                                                                         |
| Carson                                                 |              | 85,20  | 137,12 | 85     | Durrett Road                                                           | Sortie direction est seulement                                                          |
| Carson                                                 |              | 85,39  | 137,42 | 85     | I-40 BL ouest (Amrillo Boulevard) / FM 2575 (en)                       | Pas de sortie direction est                                                             |
| Carson                                                 |              | 87,56  | 140,91 | 87     | FM 2373 (en)                                                           |                                                                                         |
| Carson                                                 |              | 89,58  | 144,17 | 89     | FM 2161 (en)                                                           |                                                                                         |
| Carson                                                 |              | 96,68  | 155,79 | 96     | SH 207 (en) – Conway, Panhandle                                        |                                                                                         |
| Carson                                                 |              | 97,60  | 157,39 | 98     | SH 207 (en) sud – Claude                                               | Sortie direction ouest, entrée direction est                                            |
| Carson                                                 |              | 104,79 | 168,64 | 105    | FM 2880 (en)                                                           |                                                                                         |
| Carson                                                 |              | 108,82 | 175,13 | 109    | FM 294 (en)                                                            |                                                                                         |
| Carson                                                 | Groom        | 110,26 | 177,45 | 110    | I-40 BL est – Groom                                                    |                                                                                         |
| Carson                                                 | Groom        | 111,85 | 180,01 | 112    | FM 295 (en)                                                            |                                                                                         |
| Carson                                                 | Groom        | 112,93 | 181,74 | 113    | FM 2300 (en)                                                           |                                                                                         |
| Gray                                                   |              | 114,05 | 183,55 | 114    | I-40 BL ouest – Groom                                                  |                                                                                         |
| Limite Gray–Donley                                     |              | 120,62 | 194,12 | 121    | SH 70 (en) nord – Pampa                                                | Terminus ouest du multiplex avec SH 70                                                  |
| Limite Gray–Donley                                     |              | 124,21 | 199,90 | 124    | SH 70 (en) sud – Clarendon                                             | Terminus est du multiplex avec SH 70                                                    |
| Donley                                                 |              | 127,71 | 205,53 | 128    | FM 2477 (en)                                                           |                                                                                         |
| Gray                                                   |              | 131,60 | 211,79 | 132    | Johnson Ranch Road                                                     |                                                                                         |
| Gray                                                   | Alanreed     | 135,02 | 217,29 | 135    | Loop 271 (en) vers FM 291 (en) – Alanreed                              |                                                                                         |
| Gray                                                   | McLean       | 141,01 | 226,93 | 141    | I-40 BL est – McLean                                                   | Sortie direction est, entrée direction ouest                                            |
| Gray                                                   | McLean       | 142,25 | 228,93 | 142    | Loop 271 (en) vers FM 3143 (en) – McLean                               |                                                                                         |
| Gray                                                   | McLean       | 143,50 | 230,94 | 143    | I-40 BL ouest – McLean                                                 | Sortie direction ouest, entrée direction est                                            |
| Limite Gray–Wheeler                                    |              | 146,26 | 235,38 | 146    | County Line Road                                                       |                                                                                         |
| Wheeler                                                |              | 148,26 | 238,60 | 148    | FM 1443 (en) (Kellerville Road)                                        |                                                                                         |
| Wheeler                                                |              | 152,26 | 245,04 | 152    | FM 453 (en) (Pakan Road)                                               |                                                                                         |
| Wheeler                                                |              | 157,32 | 253,18 | 157    | FM 1547 (en) / FM 2474 (en) / FM 3075 (en) – Lela                      |                                                                                         |
| Wheeler                                                | Shamrock     | 160,96 | 259,04 | 161    | I-40 BL est – Shamrock                                                 | Sortie direction est, entrée direction ouest                                            |
| Wheeler                                                | Shamrock     | 162,65 | 261,76 | 163    | US 83 – Shamrock, Wheeler, Wellington                                  |                                                                                         |
| Wheeler                                                | Shamrock     | 163,94 | 263,84 | 164    | I-40 BL ouest – Shamrock                                               |                                                                                         |
| Wheeler                                                | Shamrock     | 167,40 | 269,40 | 167    | FM 2168 (en) (Daberry Road) – Shamrock                                 |                                                                                         |
| Wheeler                                                |              | 169,40 | 272,62 | 169    | FM 1802 (en) (Carbon Black Road)                                       |                                                                                         |
| Wheeler                                                | Benonine     | 175,42 | 282,31 | 176    | Spur 30 (en) est – Texola                                              | Sortie direction est seulement                                                          |
| Wheeler                                                | Benonine     | 176,04 | 288,31 |        | Frontage Road                                                          | Entrée direction ouest seulement                                                        |
| Wheeler                                                |              | 176,74 | 284,44 |        | I-40 est – Oklahoma City                                               | Continue en Oklahoma                                                                    |
| - Terminus de multiplex - Accès incomplet - Non-ouvert |              |        |        |        |                                                                        |                                                                                         |

### Oklahoma
| Interstate 40                                     |                            |        |        |        | | |
| Comté                                             | Municipalité               | mi     | km     | Sortie | Intersections / Destinations                                                                        | Notes |
| Beckham                                           | Texola                     | 0,00   | 0,00   |        | I-40 ouest – Amarillo                                                                               | Continue au Texas |
| Beckham                                           | Texola                     | 0,50   | 0,80   | 1      | Texola                                                                                              | |
| Beckham                                           |                            | 5,05   | 8,13   | 5      | I-40 BL est (Honeyfarm Road) – Erick                                                                | |
| Beckham                                           | Erick                      | 7,35   | 11,83  | 7      | SH-30 (en) – Erick, Sweetwater                                                                      | |
| Beckham                                           |                            | 11,65  | 18,75  | 11     | I-40 BL ouest – Erick                                                                               | |
| Beckham                                           |                            | 14,30  | 23,01  | 14     | Hext Road                                                                                           | |
| Beckham                                           | Sayre                      | 20,76  | 33,41  | 20     | I-40 BL est / US 283 (S. 4th Street) – Mangum                                                       | |
| Beckham                                           | Sayre                      | 23,33  | 37,55  | 23     | SH-152 (en) (Main Street) – Cordell                                                                 | |
| Beckham                                           | Sayre                      | 25,01  | 40,25  | 25     | I-40 BL est (N. 4th Street)                                                                         | |
| Beckham                                           | Sayre                      | 26,90  | 43,29  | 26     | Cemetery Road                                                                                       | |
| Beckham                                           | Elk City                   | 32,50  | 52,30  | 32     | I-40 BL est / SH-34 (en) sud – Carter, Mangum, Elk City                                             | Terminus ouest du multiplex avec SH-34                                                                                 |
| Beckham                                           | Elk City                   | 34,89  | 56,15  | 34     | Merritt Road                                                                                        | |
| Beckham                                           | Elk City                   | 38,79  | 62,43  | 38     | SH-6 (en) (S. Main Street) – Altus                                                                  | |
| Beckham                                           | Elk City                   | 40,49  | 65,16  | 40     | E. 7th Street                                                                                       | |
| Beckham                                           | Elk City                   | 41,32  | 66,50  | 41     | I-40 BL ouest / SH-34 (en) nord – Woodward, Elk City                                                | Terminus est du multiplex avec SH-34                                                                                   |
| Washita                                           | Canute                     | 46,91  | 75,49  | 47     | Canute                                                                                              | |
| Washita                                           |                            | 50,52  | 81,30  | 50     | Clinton Lake Road                                                                                   | |
| Washita                                           | Foss                       | 53,25  | 85,70  | 53     | SH-44 (en) – Foss, Altus                                                                            | |
| Custer                                            |                            | 57,20  | 92,05  | 57     | Stafford Road                                                                                       | |
| Custer                                            |                            | 60,90  | 98,01  | 61     | Haggard Road                                                                                        | |
| Custer                                            |                            | 62,37  | 100,37 | 62     | Parkersburg Road                                                                                    | |
| Custer                                            | Clinton                    | 64,83  | 104,33 | 65     | I-40 BL est (Gary Boulevard)                                                                        | Pas d'entrée en direction est                                                                                          |
| Custer                                            | Clinton                    | 65,45  | 105,33 | 65A    | 10th Street / Neptune Drive                                                                         | |
| Custer                                            | Clinton                    | 66,10  | 106,38 | 66     | US 183 (S. 4th Street) – Cordell                                                                    | |
| Custer                                            |                            | 68,94  | 110,95 | 69     | I-40 BL ouest – Clinton                                                                             | Sortie direction ouest, entrée direction est                                                                           |
| Custer                                            |                            | 71,69  | 115,37 | 71     | Custer City Road                                                                                    | |
| Custer                                            | Weatherford                | 79,80  | 128,43 | 80     | SH-54 (en) – Thomas, Mountain View                                                                  | |
| Custer                                            | Weatherford                | 80,50  | 129,55 | 80A    | I-40 BL est (SW Main Street) – Southwestern Oklahoma State University                               | Sortie direction est, entrée direction ouest                                                                           |
| Custer                                            | Weatherford                | 81,76  | 131,58 | 81     | Washington Avenue / E. Main Street                                                                  | Sortie direction est, entrée direction ouest                                                                           |
| Custer                                            | Weatherford                | 81,99  | 131,95 | 82     | I-40 BL ouest (E. Main Street)                                                                      | Sortie direction ouest, entrée direction est                                                                           |
| Custer                                            | Weatherford                | 84,05  | 135,27 | 84     | Airport Road                                                                                        | |
| Caddo                                             |                            | 88,52  | 142,26 | 88     | SH-58 (en) – Hydro, Carnegie                                                                        | |
| Caddo                                             |                            | 95,00  | 152,89 | 95     | Bethel Road                                                                                         | |
| Caddo                                             | Hinton                     | 101,43 | 163,24 | 101    | US 281 / SH-8 (en) – Hinton, Anadarko                                                               | |
| Canadian                                          |                            | 104,48 | 168,14 | 104    | Methodist Road                                                                                      | |
| Canadian                                          | Geary                      | 108,14 | 174,03 | 108    | US 281 Spur – Geary, Watonga                                                                        | |
| Canadian                                          |                            | 115,15 | 185,32 | 115    | US 270 ouest – Calumet                                                                              | Terminus ouest du multiplex avec US 270                                                                                |
| Canadian                                          |                            | 119,11 | 191,69 | 119    | I-40 BL est – El Reno                                                                               | |
| Canadian                                          | El Reno                    | 123,40 | 198,59 | 123    | Country Club Road                                                                                   | |
| Canadian                                          | El Reno                    | 125,50 | 201,97 | 125    | I-40 BL ouest / US 81 – El Reno, Chickasha                                                          | |
| Canadian                                          | El Reno                    | 127,48 | 205,16 | 127    | Radio Road                                                                                          | |
| Canadian                                          |                            | 130,47 | 209,97 | 130    | Banner Road                                                                                         | |
| Canadian                                          | Oklahoma City              | 132,48 | 213,21 | 132    | Cimarron Road – Aéroport C. E. Page                                                                 | |
| Canadian                                          | Limite Oklahoma City–Yukon | 134,55 | 216,54 | 135    | Frisco Road                                                                                         | |
| Canadian                                          | Yukon                      | 135,69 | 218,37 | 136    | Gath Brooks Boulevard                                                                               | |
| Canadian                                          | Oklahoma City              | 136,89 | 220,30 | 137    | Cronell Drive / Czech Hall Road                                                                     | |
| Canadian                                          | Oklahoma City              | 138,07 | 222,20 | 138A   | SH-4 (en) (Mustang Road / Yukon Parkway)                                                            | Indiqué sortie 139B en direction ouest                                                                                 |
| Canadian                                          | Oklahoma City              | 138,95 | 223,62 | 138B   | Kilpatrick Turnpike (en)                                                                            | Indiqué sortie 139A en direction ouest                                                                                 |
| Canadian                                          | Oklahoma City              | 140,21 | 225,65 | 140    | Morgan Road                                                                                         | |
| Oklahoma                                          | Oklahoma City              | 142,18 | 228,82 | 142    | Council Road                                                                                        | |
| Oklahoma                                          | Oklahoma City              | 143,17 | 230,41 | 143    | Rockwell Avenue                                                                                     | |
| Oklahoma                                          | Oklahoma City              | 144,16 | 232,00 | 144    | MacArthur Boulevard                                                                                 | |
| Oklahoma                                          | Oklahoma City              | 145,16 | 233,61 | 145    | Meridian Avenue                                                                                     | |
| Oklahoma                                          | Oklahoma City              | 146,16 | 235,22 | 146    | Portland Avenue                                                                                     | Sortie direction est, entrée direction ouest                                                                           |
| Oklahoma                                          | Oklahoma City              | 146,60 | 235,93 | 147    | I-44 / SH-3 (en) – Lawton, Tulsa                                                                    | Indiqué sortie 147A (ouest) et 147B (est); sortie 120A-B de l'I-44                                                     |
| Oklahoma                                          | Oklahoma City              | 147,72 | 237,73 | 148A   | Agnew Avenue / Villa Avenue / May Avenue                                                            | May Avenue non-indiqué direction est                                                                                   |
| Oklahoma                                          | Oklahoma City              | 147,95 | 238,10 | 148B   | Oklahoma City Boulevard est                                                                         | Sortie direction est, entrée direction ouest; ancien alignement de l'I-40                                              |
| Oklahoma                                          | Oklahoma City              | 148,16 | 238,44 | 148C   | Pennsylvania Avenue                                                                                 | |
| Oklahoma                                          | Oklahoma City              | 149,20 | 240,11 | 149    | Western Avenue                                                                                      | |
| Oklahoma                                          | Oklahoma City              | 150,15 | 241,64 | 150A   | Shields Boulevard                                                                                   | |
| Oklahoma                                          | Oklahoma City              | 150,00 | 241,40 | 150B   | Robinson Avenue                                                                                     | Sortie direction ouest seulement                                                                                       |
| Oklahoma                                          | Oklahoma City              | 150,94 | 242,91 | 151A   | Oklahoma City Boulevard ouest                                                                       | Sortie direction ouest, entrée direction est                                                                           |
| Oklahoma                                          | Oklahoma City              | 151,35 | 243,57 | 151B   | I-35 / US 77 sud / US 62 ouest – Dallas                                                             | Terminus ouest du multiplex avec I-35 / US 77 / US 62                                                                  |
| Oklahoma                                          | Oklahoma City              | 151,35 | 243,57 | 151C   | I-235 / US 77 nord – Edmond, Capitole d'État                                                        | Indiqué sortie 126 en direction ouest; terminus est du multiplex avec US 77                                            |
| Oklahoma                                          | Oklahoma City              | 152,35 | 245,18 | 127    | Eastern Avenue / M. L. King Avenue                                                                  | Sortie direction est, entrée direction ouest; numéro en fonction de l'I-35                                             |
| Oklahoma                                          | Oklahoma City              | 152,90 | 246,07 | 153    | I-35 nord / US 62 est vers I-44 – Dallas                                                            | Terminus est du multiplex avec I-35 / US 62                                                                            |
| Oklahoma                                          | Del City                   | 153,68 | 247,32 | 154    | Reno Avenue / Scott Street                                                                          | |
| Oklahoma                                          | Del City                   | 154,63 | 248,85 | 155A   | Sunnylane Road – Del City                                                                           | |
| Oklahoma                                          | Del City                   | 155,29 | 249,92 | 155B   | SE 15th Street – Del City, Midwest City                                                             | |
| Oklahoma                                          | Midwest City               | 155,84 | 250,80 | 156A   | Sooner Road                                                                                         | |
| Oklahoma                                          | Midwest City               | 156,38 | 251,67 | 156B   | Hudiburg Drive                                                                                      | Pas d'entrée en direction est                                                                                          |
| Oklahoma                                          | Midwest City               | 156,87 | 252,46 | 157A   | SE 29th Street – Midwest City                                                                       | Sortie direction est seulement                                                                                         |
| Oklahoma                                          | Midwest City               | 157,12 | 282,86 | 157B   | Air Depot Boulevard – Tinker Gate                                                                   | |
| Oklahoma                                          | Midwest City               | 157,61 | 283,65 | 157C   | Town Center Drive – Eaker Gate                                                                      | |
| Oklahoma                                          | Midwest City               | 158,65 | 255,32 | 159A   | Industrial Boulevard – Hruskocy Gate                                                                | |
| Oklahoma                                          | Midwest City               | 159,14 | 256,11 | 159B   | Douglas Boulevard – Lancer Gate, Liberator Gate, Maraudor Gate                                      | |
| Oklahoma                                          | Oklahoma City              | 162,36 | 261,29 | 162    | Anderson Road                                                                                       | |
| Oklahoma                                          | Oklahoma City              | 164,02 | 263,96 | 165    | I-240 ouest / SH-3 (en) – Lawton, Dallas                                                            | Terminus ouest du multiplex avec SH-3; sortie direction ouest, entrée direction est                                    |
| Oklahoma                                          | Oklahoma City              | 165,72 | 266,70 | 166    | Choctaw Road                                                                                        | |
| Oklahoma                                          | Oklahoma City              | 168,77 | 271,61 | 169    | Peebly Road                                                                                         | |
| Oklahoma                                          | Oklahoma City              | 170,55 | 274,47 | 170b   | Kickapoo Turnpike (en) nord – Tulsa                                                                 | |
| Oklahoma                                          | Oklahoma City              | 171,75 | 276,40 | 172    | Newalla Road – Harrah                                                                               | |
| Pottawatomie                                      | McLoud                     | 175,71 | 282,78 | 176    | SH-102 (en) nord (McLoud Road)                                                                      | Terminus ouest du multiplex avec SH-102                                                                                |
| Pottawatomie                                      | McLoud                     | 177,78 | 286,11 | 178    | SH-102 (en) sud – Dale, Bethel Acres                                                                | Terminus est du multiplex avec SH-102                                                                                  |
| Pottawatomie                                      |                            | 180,85 | 291,05 | 181    | US 270 / SH-3W (en) est / SH-3 (en) fin / SH-3E (en) début / US 177 – Shawnee, Tecumseh, Stillwater | Terminus est du multiplex avec US 270 / SH-3; terminus ouest du multiplex avec SH-3E; SH-3 se divise en SH-3E et SH-3W |
| Pottawatomie                                      | Shawnee                    | 184,85 | 297,49 | 185    | Kickapoo Street – Shawnee                                                                           | |
| Pottawatomie                                      | Shawnee                    | 185,84 | 299,08 | 186    | SH-3E (en) est / SH-18 (en) – Shawnee, Meeker                                                       | Terminus est du multiplex avec SH-3E                                                                                   |
| Pottawatomie                                      |                            | 191,84 | 308,74 | 192    | SH-9A (en) sud – Earlsboro                                                                          | |
| Seminole                                          |                            | 199,49 | 321,05 | 200    | US 377 / SH-99 (en) – Prague, Seminole                                                              | |
| Seminole                                          |                            | 211,55 | 340,46 | 212    | SH-56 (en) – Cromwell, Wewoka                                                                       | |
| Okfuskee                                          |                            | 216,49 | 348,41 | 217    | SH-48 (en) – Holdenville, Bristow                                                                   | |
| Okfuskee                                          | Okemah                     | 221,02 | 355,70 | 221    | US 62 ouest / SH-27 (en) – Okemah, Wetumka                                                          | Terminus ouest du multiples avec US 62                                                                                 |
| Okfuskee                                          |                            | 227,04 | 365,39 | 227    | Clearview Road                                                                                      | |
| Okfuskee                                          |                            | 231,06 | 371,86 | 231    | US 75 sud – Wetumka, Weleetka                                                                       | Terminus ouest du multiplex avec US 75                                                                                 |
| Okmulgee                                          | Henryetta                  | 237,10 | 381,58 | 237    | I-40 BL est – Henryetta                                                                             | |
| Okmulgee                                          | Henryetta                  | 239,67 | 385,71 | 240A   | Indian Nation Turnpike (en) sud – McAlester, Dallas                                                 | Sortie 104A-B de l'Indian Nation Turnpike                                                                              |
| Okmulgee                                          | Henryetta                  | 239,67 | 385,71 | 240B   | US 62 est / US 75 nord / I-40 BL ouest – Henryetta, Okmulgee                                        | Terminus est du multiplex avec US 62 / US 75                                                                           |
| McIntosh                                          |                            | 247,15 | 397,75 | 247    | Tiger Mountain Road                                                                                 | |
| McIntosh                                          |                            | 254,44 | 409,48 | 255    | Pierce Road                                                                                         | |
| McIntosh                                          |                            | 258,42 | 415,89 | 259    | SH-150 (en) (Lake Eufaula Road)                                                                     | |
| McIntosh                                          |                            | 261,46 | 420,78 | 262    | Lotawatah Road vers US 266                                                                          | |
| McIntosh                                          | Checotah                   | 264,20 | 425,19 | 264    | US 69 – Eufaula, McAlester, Dallas                                                                  | Indiqué sortie 264A (sud) et 264B (nord)                                                                               |
| McIntosh                                          | Checotah                   | 265,07 | 426,59 | 265    | US 69 Bus. – Checotah                                                                               | |
| McIntosh                                          |                            | 269,42 | 433,59 | 270    | Texanna Road – Porum Landing                                                                        | |
| Muskogee                                          |                            | 277,83 | 447,12 | 278    | US 266 / SH-2 (en) – Muskogee, Warner, Porum                                                        | |
| Muskogee                                          |                            | 283,69 | 456,55 | 284    | Ross Road                                                                                           | |
| Muskogee                                          | Webbers Falls              | 285,70 | 459,79 | 286    | Muskogee Turnpike (en) ouest – Muskogee, Tulsa                                                      | |
| Muskogee                                          | Webbers Falls              | 286,78 | 461,53 | 287    | SH-100 (en) nord – Webbers Falls, Gore                                                              | |
| Sequoyah                                          | Carlisle                   | 290,84 | 468,06 | 291    | SH-10 (en) nord (Carlisle Road) – Gore                                                              | |
| Sequoyah                                          |                            | 296,94 | 477,88 | 297    | SH-82 (en) – Vian, Tahlequah                                                                        | |
| Sequoyah                                          |                            | 302,59 | 486,97 | 303    | Dwight Mission Road                                                                                 | |
| Sequoyah                                          | Sallisaw                   | 307,14 | 494,29 | 308    | I-40 BL est / US 59 – Sallisaw, Poteau                                                              | |
| Sequoyah                                          | Sallisaw                   | 309,85 | 498,66 | 311    | I-40 BL ouest / US 64 – Sallisaw, Stilwell                                                          | |
| Sequoyah                                          | Muldrow                    | 320,17 | 515,26 | 321    | SH-64B (en) nord – Muldrow                                                                          | |
| Sequoyah                                          | Roland                     | 324,40 | 522,07 | 325    | US 64 – Roland, Fort Smith                                                                          | |
| Sequoyah                                          |                            | 330,10 | 531,24 | 330    | SH-64D (en) sud – Dora, Fort Smith                                                                  | Sortie direction est, entrée direction ouest                                                                           |
| Sequoyah                                          |                            | 330,20 | 531,41 |        | I-40 est – Little Rock                                                                              | Continue en Arkansas                                                                                                   |
| - Terminus de multiplex - Péage - Accès incomplet |                            |        |        |        | | |

### Arkansas
| Interstate 40                             |                    |        |        |                                                  |                                                                             | |
| Comté                                     | Municipalité       | mi     | km     | Sortie                                           | Intersections / Destinations                                                | Notes |
| Crawford                                  | Fort Smith         | 0,00   | 0,00   |                                                  | I-40 ouest – Oklahoma City                                                  | Continue en Oklahoma |
| Crawford                                  | Fort Smith         | 0,03   | 0,05   | 1                                                | Dora, Fort Smith                                                            | Sortie direction ouest, entrée direction est                                                                                           |
| Crawford                                  | Van Buren          | 3,12   | 5,02   | 3                                                | Lee Creek Road                                                              | |
| Crawford                                  | Van Buren          | 5,26   | 8,47   | 5                                                | AR 59 (en) – Van Buren, Siloam Springs                                      | |
| Crawford                                  | Van Buren          | 7,35   | 11,83  | 7                                                | I-540 sud / US 71 sud – Van Buren, Fort Smith                               | Terminus ouest du multiplex avec US 71; sortie 1A-B de l'I-540                                                                         |
| Crawford                                  | Alma               | 12,26  | 19,73  | 12                                               | I-49 – Fayetteville, Texarkana                                              | Sortie 20 de l'I-49 |
| Crawford                                  | Alma               | 13,25  | 21,32  | 13                                               | US 71 nord – Alma                                                           | Terminus est du multiplex avec US 71                                                                                                   |
| Crawford                                  | Mulberry           | 20,00  | 32,19  | 20                                               | Dyer, Mulberry                                                              | |
| Crawford                                  | Mulberry           | 23,95  | 38,54  | 24                                               | AR 215 (en) – Mulberry                                                      | |
| Franklin                                  | Ozark              | 34,52  | 55,55  | 35                                               | AR 23 (en) – Ozark, Huntsville                                              | |
| Franklin                                  | Ozark              | 37,26  | 59,96  | 37                                               | AR 219 (en) – Ozark                                                         | |
| Franklin                                  | Wiederkehr Village | 40,83  | 65,71  | 41                                               | AR 186 (en) – Altus                                                         | |
| Johnson                                   |                    | 46,40  | 74,67  | 47                                               | AR 164 (en) – Hartman, Coal Hill                                            | |
| Johnson                                   | Clarksville        | 54,70  | 88,03  | 55                                               | US 64 vers AR 109 (en) – Hartman, Scranton, Clarksville                     | |
| Johnson                                   | Clarksville        | 57,01  | 91,75  | 57                                               | Crawford Street                                                             | |
| Johnson                                   | Clarksville        | 58,05  | 93,42  | 58                                               | AR 103 (en) vers AR 21 (en) – Clarksville                                   | |
| Johnson                                   | Lamar              | 63,68  | 102,48 | 64                                               | US 64 – Lamar                                                               | |
| Johnson                                   | Knoxville          | 66,47  | 106,97 | 67                                               | AR 315 (en) – Knoxville                                                     | |
| Pope                                      | London             | 73,84  | 118,83 | 74                                               | AR 333 (en) – London                                                        | |
| Pope                                      | London             | 77,61  | 124,90 | 78                                               | US 64 – Russellville                                                        | |
| Pope                                      | Russellville       | 80,90  | 130,20 | 81                                               | AR 7 (en) (Arkansas Avenue) – Russellville                                  | |
| Pope                                      | Russellville       | 82,99  | 133,56 | 83                                               | AR 124 (en) (Weir Road)                                                     | |
| Pope                                      | Russellville       | 83,97  | 135,14 | 84                                               | AR 331 (en) vers US 64 – Russellville                                       | |
| Pope                                      | Pottsville         | 87,99  | 141,61 | 88                                               | AR 363 (en) – Pottsville                                                    | |
| Pope                                      | Atkins             | 93,71  | 150,81 | 94                                               | AR 105 (en) – Atkins                                                        | |
| Conway                                    |                    | 100,53 | 161,79 | 101                                              | Blackwell                                                                   | |
| Conway                                    | Morrilton          | 106,33 | 171,12 | 107                                              | AR 95 (en) – Morrilton                                                      | |
| Conway                                    | Morrilton          | 107,83 | 173,54 | 108                                              | AR 9 (en) – Morrilton                                                       | |
| Conway                                    | Plumerville        | 112,33 | 180,78 | 112                                              | AR 92 (en) – Plumerville                                                    | |
| Conway                                    | Menifee            | 117,37 | 188,89 | 117                                              | Menifee                                                                     | |
| Faulkner                                  | Conway             | 123,40 | 198,59 | 124                                              | AR 25 (en) nord – Conway, Wooster                                           | |
| Faulkner                                  | Conway             | 124,94 | 201,07 | 125                                              | US 65 nord / US 65B sud – Greenbrier, Harrison, Conway                      | Terminus ouest du multiplex avec US 65                                                                                                 |
| Faulkner                                  | Conway             | 126,59 | 203,73 | 127                                              | US 64 – Vilonia, Conway, Beebe                                              | |
| Faulkner                                  | Conway             | 128,53 | 206,85 | 129                                              | US 65B nord / AR 286 (en) (Dave Ward Drive) vers AR 60 (en)                 | Indiqué sortie 129A (est) et 129B (nord / ouest) en direction ouest                                                                    |
| Faulkner                                  | Gold Creek         | 132,14 | 212,66 | 132                                              | AR 365 (en) – Gold Creek                                                    | |
| Faulkner                                  | Mayflower          | 135,27 | 217,70 | 135                                              | AR 29 (en) vers AR 365 (en) – Mayflower                                     | |
| Pulaski                                   |                    | 142,17 | 228,80 | 142                                              | AR 365 (en) – Morgan, Maumelle                                              | |
| Pulaski                                   |                    |        |        | 146                                              | White Oak Crossing                                                          | |
| Pulaski                                   | North Little Rock  | 147,18 | 236,86 | 147                                              | I-430 sud – Texarkana                                                       | Sortie 13A-B de l'I-430 |
| Pulaski                                   | North Little Rock  | 148,01 | 238,20 | 148                                              | AR 100 (en) (Crystal Hill Road)                                             | |
| Pulaski                                   | North Little Rock  | 150,16 | 241,66 | 150                                              | Burns Park                                                                  | |
| Pulaski                                   | North Little Rock  | 151,85 | 244,38 | 152                                              | AR 365 (en) – Levy                                                          | Sortie direction est, entrée direction ouest                                                                                           |
| Pulaski                                   | North Little Rock  | 151,91 | 244,48 | 152A                                             | AR 176 (en) – Levy                                                          | Sortie direction ouest, entrée direction est                                                                                           |
| Pulaski                                   | North Little Rock  | 152,70 | 245,75 | 153A                                             | AR 107 (en) nord (JFK Boulevard)                                            | Pas d'entrée direction est depuis JFK Boulevard                                                                                        |
| Pulaski                                   | North Little Rock  | 153,02 | 246,26 | 153B                                             | I-30 ouest / US 65 sud / US 67 sud / US 167 sud – Little Rock               | Terminus est de l'I-30; terminus est du multiplex avec US 65; terminus ouest du multiplex avec US 67 / US 167; sortie 143A-B de l'I-30 |
| Pulaski                                   | North Little Rock  | 154,11 | 248,02 | 154                                              | Lakewood                                                                    | Sortie direction est, entrée direction ouest                                                                                           |
| Pulaski                                   | North Little Rock  | 154,61 | 248,82 | 155                                              | Future I-57 nord / US 67 nord / US 167 nord – Little Rock AFB, Jacksonville | Terminus est du multiplex avec US 67 / US 167; futur terminus sud de l'I-57                                                            |
| Pulaski                                   | North Little Rock  | 155,55 | 250,33 | 156                                              | Springhill Drive                                                            | |
| Pulaski                                   | North Little Rock  | 156,32 | 251,57 | 157                                              | AR 161 (en) – Prothro Jonction                                              | |
| Pulaski                                   | North Little Rock  | 158,73 | 255,45 | 159                                              | I-440 ouest / AR 440 (en) est – Jacksonville, Texarkana                     | Sortie 11A-B de l'I-440 |
| Pulaski                                   | North Little Rock  | 160,60 | 258,46 | 161                                              | AR 391 (en) – Galloway                                                      | |
| Lonoke                                    |                    | 164,58 | 264,87 | 165                                              | Kerr Road                                                                   | |
| Lonoke                                    |                    | 168,35 | 270,93 | 169                                              | AR 15 (en) (Remington Road)                                                 | |
| Lonoke                                    | Lonoke             | 172,87 | 278,21 | 173                                              | AR 89 (en) – Lonoke                                                         | |
| Lonoke                                    | Lonoke             | 174,35 | 280,59 | 175                                              | AR 31 (en) – Lonoke, Beebe                                                  | |
| Lonoke                                    | Carlisle           | 182,25 | 293,30 | 183                                              | AR 13 (en) – Carlisle                                                       | |
| Prairie                                   | Hazen              | 192,93 | 310,49 | 193                                              | US 63 sud / AR 11 (en) – Hazen, Des Arc                                     | Terminus ouest du multiplex avec US 63                                                                                                 |
| Prairie                                   |                    | 201,91 | 324,94 | 202                                              | AR 33 (en) – Biscoe, DeValls Bluff                                          | |
| Monroe                                    | Brinkley           | 215,42 | 346,68 | 216                                              | US 49 / US 63 nord vers AR 17 (en) – Brinkley, Cotton Plant                 | Terminus est du multiplex avec US 63                                                                                                   |
| Saint Francis                             | Wheatley           | 220,70 | 355,18 | 221                                              | AR 78 (en) – Wheatley, Marianna                                             | |
| Saint Francis                             | Palestine          | 232,88 | 374,78 | 233                                              | AR 261 (en) – Palestine                                                     | |
| Saint Francis                             |                    | 238,72 | 384,18 | 239                                              | AR 1 (en) – Wynne, Marianna                                                 | |
| Saint Francis                             | Forrest City       | 240,40 | 386,89 | 241                                              | AR 1B (en) – Forrest City, Wynne                                            | Indiqué sortie 241A (sud) et 241B (nord)                                                                                               |
| Saint Francis                             | Forrest City       | 241,42 | 388,53 | 242                                              | AR 284 (en) (Crowley's Ridge Road)                                          | |
| Saint Francis                             |                    | 246,70 | 397,03 | 247                                              | AR 38 (en) est – Hughes, Widener                                            | |
| Saint Francis                             |                    | 255,86 | 411,77 | 256                                              | AR 75 (en) – Parkin                                                         | |
| Saint Francis                             |                    | 259,51 | 417,64 | 260                                              | AR 149 (en) – Earle                                                         | |
| Crittenden                                | Jennette           | 264,67 | 425,95 | 265                                              | AR 278 (en) vers US 79 – Jennette, Hughes                                   | |
| Crittenden                                | West Memphis       | 270,78 | 435,78 | 271                                              | AR 147 (en) – LeHi, Horseshoe Lake                                          | |
| Crittenden                                | West Memphis       | 274,81 | 442,26 | 275                                              | AR 118 (en) (College Boulevard)                                             | |
| Crittenden                                | West Memphis       | 276,14 | 444,40 | 276                                              | vers AR 77 (en) (Missouri Street) / Rich Road                               | Sortie direction est seulement |
| Crittenden                                | West Memphis       | 276,70 | 445,31 | 277                                              | I-55 / US 61 nord / US 64 ouest – Blytheville, Jonesboro, Saint-Louis       | Terminus ouest du multiplex avec I-55 / US 61 / US 64; sortie 8 de l'I-55 sud                                                          |
| Crittenden                                | West Memphis       | 277,22 | 446,14 | 278                                              | AR 77 (en) (Missouri Street) / AR 191 (en) (7th Street)                     | |
| Crittenden                                | West Memphis       | 279,11 | 449,18 | 5                                                | Ingram Boulevard                                                            | Numéro de sortie de l'I-55; sortie direction ouest, entrée direction est                                                               |
| Crittenden                                | West Memphis       | 279,37 | 449,60 | 279B                                             | I-55 / US 61 sud / US 64 est – Memphis, Jackson                             | Terminus est du multiplex avec I-55 / US 61 / US 64; sortie direction est, entrée direction ouest                                      |
| Crittenden                                | West Memphis       | 278,97 | 448,96 | 279A                                             | Ingram Boulevard                                                            | |
| Crittenden                                | West Memphis       | 280,18 | 450,91 | 280                                              | Dr Martin Luther King Junior Drive                                          | |
| Crittenden                                | West Memphis       | 280,68 | 451,71 | 281                                              | AR 131 (en) (Mound City Road)                                               | Sortie direction ouest, entrée direction est                                                                                           |
| Fleuve Mississippi                        | Fleuve Mississippi | 284,03 | 457,10 | Hernando de Soto BridgeLimite Arkansas–Tennessee | Hernando de Soto BridgeLimite Arkansas–Tennessee                            | Hernando de Soto BridgeLimite Arkansas–Tennessee                                                                                       |
| Fleuve Mississippi                        | Fleuve Mississippi | 284,03 | 457,10 |                                                  | I-40 est – Memphis, Nashville                                               | Continue au Tennessee |
| - Terminus de multiplex - Accès incomplet |                    |        |        |                                                  |                                                                             | |

## Tennessee
Les numéros de sortie de l'I-40 au Tennessee sont numérotés en prenant compte le tracé annulé à travers Overton Park à Memphis. Cela résulte en un écart de 3 miles (4,8 km) qui commence à Memphis.
| Interstate 40                                          |                         |        |        |                                                   | | |
| Comté                                                  | Municipalité            | mi     | km     | Sortie                                            | Intersections / Destinations                                                                                 | Notes |
| Fleuve Mississippi                                     | Fleuve Mississippi      | 0,00   | 0,00   |                                                   | I-40 ouest – Little Rock                                                                                     | Continue en Arkansas |
| Fleuve Mississippi                                     | Fleuve Mississippi      | 0,00   | 0,00   | Hernando de Soto Bridge Limite Tennessee–Arkansas | | |
| Shelby                                                 | Memphis                 | 0,91   | 1,46   | 1                                                 | Front Street / Riverside Drive – Centre-ville                                                                | |
| Shelby                                                 | Memphis                 | 1,15   | 1,85   | 1A                                                | 2nd Street / 3rd Street                                                                                      | Sortie direction ouest, entrée direction est |
| Shelby                                                 | Memphis                 | 1,60   | 2,57   | 1B                                                | US 51 (Danny Thomas Boulevard)                                                                               | Indiqué sortie 1C (sud) et 1D (nord) en direction ouest |
| Shelby                                                 | Memphis                 | 2,68   | 4,31   | 1E                                                | I-240 / Madison Avenue sud – Jackson                                                                         | Sortie 31 de l'I-240 |
| Shelby                                                 | Memphis                 | 3,19   | 5,13   | 1F                                                | SR 14 (en) (Jackson Avenue)                                                                                  | Sortie direction ouest, entrée direction est |
| Shelby                                                 | Memphis                 | 4,05   | 6,52   | 2                                                 | Chelsea Avenue / Smith Avenue                                                                                | |
| Shelby                                                 | Memphis                 | 5,48   | 8,82   | 2A                                                | Vers US 51 – Millington                                                                                      | |
| Shelby                                                 | Memphis                 | 5,92   | 9,53   | 3                                                 | Watkins Street                                                                                               | |
| Shelby                                                 | Memphis                 | 7,74   | 12,46  | 5                                                 | Hollywood Street                                                                                             | |
| Shelby                                                 | Memphis                 | 8,83   | 14,21  | 6                                                 | Warford Street                                                                                               | |
| Shelby                                                 | Memphis                 | 10,56  | 16,99  | 8                                                 | SR 14 (en) (Jackson Avenue / Austin Peay Highway)                                                            | Indiqué sortie 8A (nord) et 8B (sud) en direction ouest |
| Shelby                                                 | Memphis                 | 12,78  | 20,57  | 10                                                | SR 204 (en) (Covington Pike)                                                                                 | |
| Shelby                                                 | Memphis                 | 13,58  | 21,85  | 12A                                               | US 64 / US 70 / US 79 (Summer Avenue) / White Station Road                                                   | Sortie direction est seulement; accès direction ouest via Sam Cooper Boulevard                                                                                                  |
| Shelby                                                 | Memphis                 | 14,23  | 22,90  | 10A                                               | I-240 ouest – Jackson                                                                                        | Le numéro en direction ouest suit la numérotation originale; pas de numéro de sortie en direction est                                                                           |
| Shelby                                                 | Memphis                 | 14,42  | 23,21  | —                                                 | Sam Cooper Boulevard                                                                                         | Sortie direction ouest, entrée direction est |
| Shelby                                                 | Memphis                 | 15,93  | 25,64  | 12                                                | Sycamore View Road – Bartlett                                                                                | |
| Shelby                                                 | Memphis                 | 17,51  | 28,18  | 14                                                | Whitten Road                                                                                                 | |
| Shelby                                                 | Memphis                 | 19,01  | 30,59  | 15                                                | Appling Road                                                                                                 | Indiqué sortie 15A (sud) et 15B (nord) en direction est |
| Shelby                                                 | Memphis                 | 20,34  | 32,73  | 16                                                | SR 177 (en) – Germantown                                                                                     | Indiqué sortie 16A (sud) et 16B (nord) en direction ouest |
| Shelby                                                 | Limite Memphis–Bartlett | 21,64  | 34,83  | 18                                                | US 64 – Somerville, Bolivar, Bartlett                                                                        | |
| Shelby                                                 | Lakeland                | 24,05  | 38,70  | 20                                                | Canada Road – Lakeland                                                                                       | |
| Shelby                                                 | Arlington               | 28,12  | 45,25  | 24                                                | I-269 sud / SR 385 (en) nord – Millington, Collierville                                                      | Indiqué sortie 24A (sud) et 24B (nord); sortie 19 de l'I-269 |
| Shelby                                                 | Arlington               | 28,91  | 46,53  | 25                                                | SR 205 (en) – Arlington, Collierville                                                                        | |
| Fayette                                                |                         | 32,62  | 52,50  | 28                                                | SR 196 (en) – Gallaway, Oakland                                                                              | |
| Fayette                                                |                         | 39,13  | 62,97  | 35                                                | SR 59 (en) – Covington, Somerville                                                                           | |
| Fayette                                                |                         |        |        | 39                                                | SR 194 (en)                                                                                                  | Servira un prolongement de SR 194 |
| Fayette                                                |                         | 45,91  | 73,88  | 42                                                | SR 222 (en) – Stanton, Somerville                                                                            | |
| Haywood                                                |                         | 51,21  | 82,41  | 47                                                | SR 179 (en) (Stanton-Dancyville Road)                                                                        | |
| Haywood                                                |                         | 55,68  | 89,61  | 52                                                | SR 179 (en) / SR 76 (en) – Whiteville                                                                        | |
| Haywood                                                | Brownsville             | 60,18  | 96,85  | 56                                                | SR 76 (en) – Brownsville, Somerville                                                                         | |
| Haywood                                                |                         | 63,77  | 102,63 | 60                                                | SR 19 (en) (Mercer Road)                                                                                     | |
| Haywood                                                |                         | 69,49  | 111,83 | 66                                                | US 70 – Brownsville, Ripley                                                                                  | |
| Madison                                                |                         | 71,83  | 115,60 | 68                                                | SR 138 (en) (Providence Road)                                                                                | |
| Madison                                                |                         | 78,26  | 125,95 | 74                                                | Lower Brownsville Road                                                                                       | |
| Madison                                                | Jackson                 | 79,97  | 128,70 | 76                                                | SR 223 (en) sud – Aéroport régional McKellar-Sipes                                                           | |
| Madison                                                | Jackson                 | 82,74  | 133,16 | 79                                                | US 412 / Vann Drive – Jackson, Alamo, Dyersburg                                                              | |
| Madison                                                | Jackson                 | 84,01  | 135,20 | 80                                                | US 45 Byp. – Jackson, Humboldt                                                                               | Indiqué sortie 80A (sud) et 80B (nord) |
| Madison                                                | Jackson                 | 85,47  | 137,55 | 82                                                | US 45 / Vann Drive – Jackson, Milan                                                                          | |
| Madison                                                | Jackson                 | 86,72  | 139,56 | 83                                                | Campbell Street                                                                                              | |
| Madison                                                | Jackson                 | 88,29  | 142,09 | 85                                                | Christmasville Road, Dr F. E. Wright Drive – Jackson                                                         | |
| Madison                                                |                         | 90,42  | 145,52 | 87                                                | US 70 / US 412 est – Huntingdon, McKenzie, Jackson                                                           | |
| Madison                                                |                         | 97,07  | 156,22 | 93                                                | SR 152 (en) (Law Road) – Lexington                                                                           | |
| Henderson                                              |                         | 104,35 | 167,94 | 101                                               | SR 104 (en) – Lexington                                                                                      | |
| Henderson                                              | Parkers Crossroads      | 111,61 | 179,62 | 108                                               | SR 22 (en) – Parkers Crossroads, Lexington, Huntingdon                                                       | |
| Limite Henderson–Carroll                               |                         | 119,73 | 192,69 | 116                                               | SR 114 (en) – Natchez Tree State Park, Lexington                                                             | |
| Decatur                                                |                         | 129,48 | 208,38 | 126                                               | US 641 / SR 69 (en) – Camden, Paris, Parsons                                                                 | |
| Benton                                                 |                         | 136,58 | 219,80 | 133                                               | SR 191 (en) (Birdsong Road)                                                                                  | |
| Humphreys                                              |                         | 140,30 | 225,79 | 137                                               | Cuba Landing                                                                                                 | |
| Humphreys                                              |                         | 146,43 | 235,66 | 143                                               | SR 13 (en) – Linden, Waverly                                                                                 | |
| Hickman                                                |                         | 151,73 | 244,19 | 148                                               | SR 50 (en) vers SR 229 (en) – Centerville                                                                    | |
| Hickman                                                | Bucksnort               | 155,83 | 250,78 | 152                                               | SR 230 (en) – Bucksnort                                                                                      | |
| Dickson                                                |                         | 166,95 | 268,68 | 163                                               | SR 48 (en) – Centerville, Dickson                                                                            | |
| Dickson                                                | Dickson                 | 175,93 | 283,13 | 172                                               | SR 46 (en) – Centerville, Dickson, Columbia                                                                  | |
| Dickson                                                |                         | 180,00 | 289,68 | 176                                               | I-840 est – Knoxville, Franklin                                                                              | Sortie 0 de l'I-840 |
| Williamson                                             |                         | 185,33 | 298,26 | 182                                               | SR 96 (en) – Franklin, Fairview, Dickson                                                                     | |
| Cheatham                                               | Kingston Springs        | 191,41 | 308,04 | 188                                               | SR 249 (en) – Kingston Springs, Ashland City                                                                 | |
| Davidson                                               | Nashville               | 195,96 | 315,37 | 192                                               | McCrory Lane – Pegram                                                                                        | |
| Davidson                                               | Nashville               | 199,72 | 321,42 | 196                                               | US 70S – Bellevue, Station Newsom                                                                            | |
| Davidson                                               | Nashville               | 202,61 | 326,07 | 199                                               | SR 251 (en)                                                                                                  | |
| Davidson                                               | Nashville               | 204,52 | 329,14 | 201                                               | US 70 (Charlotte Pike)                                                                                       | Indiqué sortie 201A (est) et 201B (ouest) en direction est |
| Davidson                                               | Nashville               | 207,34 | 333,68 | 204                                               | SR 155 (en) (Briley Parkway / White Bridge Road) / Robertson Avenue                                          | Indiqué sortie 204A (nord) et 204B (sud) en direction ouest |
| Davidson                                               | Nashville               | 207,85 | 334,50 | 205                                               | 51st Avenue / 46th Avenue – Nashville-Ouest                                                                  | |
| Davidson                                               | Nashville               | 209,22 | 336,71 | 206                                               | I-440 est (Four-Forty Parkway) – Knoxville                                                                   | |
| Davidson                                               | Nashville               | 209,78 | 337,61 | 207                                               | 28th Avenue                                                                                                  | Sortie direction ouest, entrée direction est |
| Davidson                                               | Nashville               | 210,24 | 338,35 | 207                                               | Jefferson Street                                                                                             | Sortie direction est, entrée direction ouest |
| Davidson                                               | Nashville               | 211,09 | 339,72 | 208                                               | I-65 nord vers I-24 ouest – Louisville, Clarksville                                                          | Indiqué sortie 208B en direction sud; terminus ouest du multiplex avec I-65; sortie 84B de l'I-65 sud                                                                           |
| Davidson                                               | Nashville               | 211,99 | 341,16 | 209                                               | US 70 (Charlotte Avenue) / Church Street                                                                     | Church Street non indiqué en direction est |
| Davidson                                               | Nashville               | 212,22 | 341,53 | 209A                                              | Church Street                                                                                                | Indication direction est |
| Davidson                                               | Nashville               | 212,22 | 341,53 | 209A                                              | US 70 / US 70S / US 431 (Broadway)                                                                           | Indication direction ouest |
| Davidson                                               | Nashville               | 212,42 | 341,86 | 209B                                              | US 70S / US 431 (Broadway) / Demonbreun Street                                                               | Demonbreun Street seulement en direction ouest |
| Davidson                                               | Nashville               | 213,32 | 343,31 | 210                                               | I-65 sud – Huntsville                                                                                        | Indiqué sortie 210B en direction ouest; terminus est du multiplex avec I-65; sortie 82B de l'I-65 nord                                                                          |
| Davidson                                               | Nashville               | 213,73 | 343,97 | 210C                                              | US 31A / US 41A sud (4th Avenue / 2nd Avenue)                                                                | |
| Davidson                                               | Nashville               | 214,36 | 344,98 | 211                                               | I-24 ouest vers I-65 nord – Clarksville, Louisville                                                          | Indiqué sortie 211B en direction est; terminus ouest du multiplex avec l'I-24; sortie 50B de l'I-24 est                                                                         |
| Davidson                                               | Nashville               | 214,73 | 345,57 | 212                                               | Hermitage Avenue                                                                                             | Sortie direction ouest, entrée direction est |
| Davidson                                               | Nashville               | 215,44 | 346,72 | 212                                               | Fesslers Lane                                                                                                | Sortie direction est, entrée direction ouest |
| Davidson                                               | Nashville               | 216,51 | 348,44 | 213A                                              | I-24 est – Chattanooga                                                                                       | Terminus est du multiplex avec I-24; sortie direction est, entrée direction ouest                                                                                               |
| Davidson                                               | Nashville               | 216,51 | 348,44 | 213A                                              | I-440 ouest (Four-Forty Parkway) / I-24 est – Memphis, Chattanooga                                           | Sortie direction ouest, entrée direction est; sortie 52B de l'I-24 |
| Davidson                                               | Nashville               | 216,76 | 348,84 | 213                                               | Spencer Lane vers US 41 / US 70S (Murfreesboro Road)                                                         | Sortie direction ouest seulement; accès direction est via sortie 213A |
| Davidson                                               | Nashville               | 218,19 | 351,14 | 215                                               | SR 155 (en) (Briley Parkway)                                                                                 | |
| Davidson                                               | Nashville               | 219,52 | 353,28 | 216A                                              | Aéroport international de Nashville                                                                          | Sortie direction est, entrée direction ouest |
| Davidson                                               | Nashville               | 219,92 | 353,93 | 216B                                              | SR 255 (en) sud (Donelson Pike) – Aéroport international de Nashville                                        | |
| Davidson                                               | Nashville               | 219,92 | 353,93 | 216C                                              | SR 255 (en) nord (Donelson Pike)                                                                             | |
| Davidson                                               | Nashville               | 222,33 | 357,81 | 219                                               | Stewarts Ferry Pike – Barrage J. Percy Priest                                                                | |
| Davidson                                               | Nashville               | 223,89 | 360,32 | 221A                                              | SR 45 (en) nord (Old Hickory Boulevard) – The Hermitage                                                      | |
| Davidson                                               | Nashville               | 224,19 | 360,80 | 221B                                              | Old Hickory Boulevard                                                                                        | |
| Wilson                                                 | Mont Juliet             | 229,17 | 368,81 | 226                                               | SR 171 (en) / Belinda Prakway / Providence Way – Mont Juliet                                                 | Indiqué sortie 226A (SR 171 sud), 226B (SR 171 nord) et 226C (Belinda / Providence) en direction est; Belinda et Providence non-indiqué direction ouest                         |
| Wilson                                                 | Mont Juliet             | 232,33 | 373,90 | 229                                               | Beckwith Road / Golden Bear Gateway                                                                          | Indiqué sortie 229A (sud) et 229B (nord) en direction est; Golden Bear Gateway non-indiqué direction est                                                                        |
| Wilson                                                 | Lebanon                 | 235,15 | 378,44 | 232                                               | SR 109 (en) – Gallatin                                                                                       | Indiqué sortie 232A (sud) et 232B (nord) en direction est |
| Wilson                                                 | Lebanon                 | 238,18 | 383,31 | 235                                               | I-840 ouest – Memphis, Murfreesboro                                                                          | Sortie 76 de l'I-840 |
| Wilson                                                 | Lebanon                 | 239,67 | 385,71 | 236                                               | S. Hartmann Drive                                                                                            | |
| Wilson                                                 | Lebanon                 | 241,18 | 388,14 | 238                                               | US 231 – Lebanon, Hartsville                                                                                 | |
| Wilson                                                 | Lebanon                 | 242,90 | 390,91 | 239                                               | US 70 – Watertown, Lebanon                                                                                   | Indiqué sortie 239A (est) et 239B (ouest) en direction est |
| Wilson                                                 | Tuckers Crossroads      | 248,10 | 399,28 | 245                                               | Linwood Road                                                                                                 | |
| Smith                                                  | New Middleton           | 257,53 | 414,45 | 254                                               | SR 141 (en) – Alexandria                                                                                     | |
| Smith                                                  | Gordonsville            | 261,65 | 421,08 | 258                                               | SR 53 (en) – Carthage, Gordonsville                                                                          | |
| Putnam                                                 | Buffalo Valley          | 271,41 | 436,79 | 268                                               | SR 96 (en) (Buffalo Valley Road) – Center Lake                                                               | |
| Putnam                                                 | Silver Point            | 276,66 | 445,24 | 273                                               | SR 56 (en) sud – Smithville, McMinnville                                                                     | Terminus ouest du multiplex avec SR 56 |
| Putnam                                                 | Boma                    | 279,31 | 449,51 | 276                                               | Old Baxter Road                                                                                              | |
| Putnam                                                 | Baxter                  | 283,30 | 455,93 | 280                                               | SR 56 (en) nord – Baxter, Gainesboro                                                                         | Terminus est du multiplex avec SR 56 |
| Putnam                                                 | Cookeville              | 286,10 | 460,43 | 283                                               | Tennessee Avenue / Highland Park Boulevard                                                                   | |
| Putnam                                                 | Cookeville              | 288,92 | 464,97 | 286                                               | SR 135 (en) (South Willow Avenue) – Cookeville                                                               | |
| Putnam                                                 | Cookeville              | 290,40 | 467,35 | 287                                               | SR 136 (en) – Cookeville, Sparta                                                                             | |
| Putnam                                                 | Cookeville              | 291,71 | 469,46 | 288                                               | SR 111 (en) – Livingston, Sparta                                                                             | |
| Putnam                                                 | Cookeville              | 293,35 | 472,10 | 290                                               | US 70N – Cookeville                                                                                          | |
| Putnam                                                 | Monterey                | 303,98 | 489,21 | 300                                               | US 70N / SR 84 (en) vers SR 62 (en) – Monterey, Livingston                                                   | |
| Putnam                                                 | Monterey                | 304,62 | 490,24 | 301                                               | US 70N / SR 84 (en) vers SR 62 (en) – Monterey, Jamestown, Livingston                                        | |
| Cumberland                                             |                         | 314,00 | 505,33 | 311                                               | Plateau Road                                                                                                 | |
| Cumberland                                             | Crossville              | 320,81 | 516,29 | 317                                               | US 127 – Crossville, Jamestown                                                                               | |
| Cumberland                                             | Crossville              | 322,99 | 519,80 | 320                                               | SR 298 (en) (Genesis Road) – Crossville                                                                      | |
| Cumberland                                             | Crossville              | 325,20 | 523,36 | 322                                               | SR 101 (en) (Peavine Road) – Crossville, Fairfield Glade                                                     | |
| Cumberland                                             | Crab Orchard            | 332,53 | 535,16 | 329                                               | Market Street vers US 70 – Crab Orchard                                                                      | |
| Cumberland                                             |                         | 341,70 | 549,91 | 338                                               | SR 299 (en) (Westel Road) – Rockwood                                                                         | Terminus ouest du multiplex avec SR 299 |
| Limite Cumberland–Roane                                |                         | 343,67 | 553,08 | 340                                               | SR 299 (en) (Airport Road) – Rockwood                                                                        | Terminus est du multiplex avec SR 299; transition entre la Central Time Zone et la Eastern Time Zone                                                                            |
| Roane                                                  | Harriman                | 350,76 | 564,49 | 347                                               | US 27 (South Roane Street) – Harriman, Rockwood                                                              | |
| Roane                                                  | Harriman                | 353,47 | 568,85 | 350                                               | SR 29 (en) – Harriman, Midtown                                                                               | |
| Roane                                                  | Kingston                | 355,84 | 572,67 | 352                                               | SR 58 (en) sud – Kingston                                                                                    | Terminus ouest du multiplex avec SR 58 |
| Roane                                                  | Kingston                | 358,67 | 577,22 | 355                                               | Lawnville Road                                                                                               | |
| Roane                                                  | Kingston                | 359,71 | 578,90 | 356                                               | SR 58 (en) nord (Gallaher Road) – Oak Ridge                                                                  | Terminus est du multiplex avec SR 58; indiqué sortie 356A (nord) et 356B (sud) en direction ouest                                                                               |
| Roane                                                  |                         | 363,85 | 585,56 | 360                                               | Buttermilk Road                                                                                              | |
| Roane                                                  |                         | 364,85 | 587,17 | 362                                               | Industrial Park Road                                                                                         | |
| Loudon                                                 | Lenoir City             | 367,01 | 590,65 | 364                                               | US 321 / SR 95 (en) – Lenoir City, Oak Ridge                                                                 | |
| Loudon                                                 |                         | 370,93 | 596,65 | 368                                               | I-75 sud – Chattanooga                                                                                       | Terminus ouest du multiplex avec I-75 |
| Knox                                                   |                         | 372,18 | 598,97 | 369                                               | Watt Road | |
| Knox                                                   | Farragut                | 375,97 | 605,07 | 373                                               | Campbell Station Road – Farragut                                                                             | |
| Knox                                                   | Knoxville               | 377,72 | 607,88 | 374                                               | SR 131 (en) (Lovell Road)                                                                                    | |
| Knox                                                   | Knoxville               | 379,07 | 610,05 | 376                                               | I-140 / SR 162 (en) nord – Oak Ridge, Maryville                                                              | Indiqué sortie 376A (nord) et 376B (est); sortie 1C-D de l'I-140 |
| Knox                                                   | Knoxville               | 380,87 | 612,95 | 378                                               | Cedar Bluff Road                                                                                             | Indiqué sortie 378A (sud) et 378B (nord) en direction ouest |
| Knox                                                   | Knoxville               | 382,11 | 614,95 | 379                                               | Bridgewater Road / Walker Springs Road                                                                       | |
| Knox                                                   | Knoxville               | 382,71 | 615,91 | 379A                                              | Gallaher View Road                                                                                           | Accès direction est via sortie 379 |
| Knox                                                   | Knoxville               | 383,65 | 617,42 | 380                                               | US 11 / US 70 – West Hills                                                                                   | |
| Knox                                                   | Knoxville               | 385,66 | 620,66 | 383                                               | SR 332 (en) (Northshore Drive / Papermill Drive) / Weisgarber Road                                           | Accès complet à Papermill Drive; sortie direction ouest, entrée direction est pour Weisgarber Road; sortie direction est, entrée direction ouest pour SR 332 (Northshore Drive) |
| Knox                                                   | Knoxville               | 388,16 | 624,68 | 385                                               | I-75 nord / I-640 est – Lexington                                                                            | Terminus est du multiplex avec I-75 |
| Knox                                                   | Knoxville               | 389,33 | 626,57 | 386A                                              | University Avenue / Middlebrook Pike                                                                         | Accès direction ouest via sortie 386B |
| Knox                                                   | Knoxville               | 389,64 | 627,06 | 386B                                              | US 129 (Alcoa Highway) – Alcoa, Maryville, McGhee, Parc national des Great Smoky Mountains                   | |
| Knox                                                   | Knoxville               | 390,47 | 628,40 | 387                                               | SR 62 (en) (Western Avenue) / 17th Street                                                                    | |
| Knox                                                   | Knoxville               | 390,76 | 628,87 | 387A                                              | I-275 nord – Lexington                                                                                       | Sortie 0 de l'I-275 |
| Knox                                                   | Knoxville               | 391,07 | 629,37 | 388                                               | US 441 sud (Henley Street) – Centre-ville de Knoxville                                                       | Pas de sortie direction ouest; sortie 0 de US 441 |
| Knox                                                   | Knoxville               | 391,55 | 630,14 | 388A                                              | SR 158 (en) ouest vers US 441 sud / James White Parkway – Centre-ville de Knoxville, Université du Tennessee | |
| Knox                                                   | Knoxville               | 392,10 | 631,02 | 389                                               | HAll of Fame Drive vers US 441 nord / Broadway                                                               | |
| Knox                                                   | Knoxville               | 393,24 | 632,86 | 390                                               | Cherry Street                                                                                                | |
| Knox                                                   | Knoxville               | 395,09 | 635,84 | 392                                               | US 11W (Rutledge Pike) / Knoxville Zoo Drive                                                                 | |
| Knox                                                   | Knoxville               | 395,90 | 637,14 | 393                                               | I-640 ouest / US 25W nord vers I-75 nord – Lexington                                                         | Terminus ouest du multiplex avec US 25W; sortie 10A-B de l'I-640 |
| Knox                                                   | Knoxville               | 397,03 | 638,96 | 394                                               | US 11E / US 25W sud / US 70 (Asheville Highway)                                                              | Terminus est du multiplex avec US 25W |
| Knox                                                   | Knoxville               | 400,87 | 645,14 | 398                                               | Strawberry Plains Pike – Strawberry Plains                                                                   | |
| Knox                                                   | Knoxville               | 405,21 | 652,12 | 402                                               | Midway Road – Seven Islands State Birding Park                                                               | |
| Sevier                                                 | Sevierville             | 410,46 | 660,57 | 407                                               | SR 66 (en) sud – Gatlinburg, Sevierville, Pigeon Forge                                                       | Terminus ouest du multiplex avec SR 66 |
| Jefferson                                              |                         | 415,20 | 668,20 | 412                                               | Deep Springs Road – Barrage Douglas                                                                          | |
| Jefferson                                              |                         | 418,39 | 673,33 | 415                                               | US 25W (SR 66 (en) nord) / US 70 – Dandridge                                                                 | Terminus est du multiplex avec SR 66 |
| Jefferson                                              | Dandridge               | 420,67 | 677,00 | 417                                               | SR 92 (en) – Dandridge, Jefferson City                                                                       | |
| Jefferson                                              |                         | 424,30 | 682,84 | 421                                               | I-81 nord – Bristol                                                                                          | Terminus sud de l'I-81; sortie 0A-B de l'I-81 sud |
| Jefferson                                              |                         | 427,25 | 687,59 | 424                                               | SR 113 (en) – Dandridge, White Pine                                                                          | |
| Cocke                                                  | Newport                 | 434,69 | 699,57 | 432                                               | US 25W / US 70 / US 411 – Newport, Sevierville                                                               | Indiqué sortie 432A (sud) et 432B (est) en direction ouest |
| Cocke                                                  | Newport                 | 438,42 | 705,57 | 435                                               | US 321 sud / SR 32 (en) – Newport, Gatlinburg                                                                | |
| Cocke                                                  | Wilton Springs          | 443,44 | 713,65 | 440                                               | SR 73 (en) vers US 321 (Wilton Springs Road) – Gatlinburg, Cosby                                             | |
| Cocke                                                  |                         | 446,26 | 718,19 | 443                                               | Foothills Parkway – Gatlinburg, Cosby, Parc national des Great Smoky Mountains                               | |
| Cocke                                                  | Hartford                | 450,34 | 724,75 | 447                                               | Hartford Road                                                                                                | |
| Cocke                                                  |                         | 453,89 | 730,47 | 451                                               | Waterville Road                                                                                              | |
| Cocke                                                  |                         | 454,81 | 731,95 |                                                   | I-40 est – Asheville                                                                                         | Continue en Caroline du Nord |
| - Terminus de multiplex - Accès incomplet - Non-ouvert |                         |        |        |                                                   | | |

### Caroline du Nord
| Interstate 40                                                  |                        |        |        |        | | |
| Comté                                                          | Municipalité           | mi     | km     | Sortie | Intersections / Destinations                                                                          | Notes                                                                                                |
| Haywood                                                        |                        | 0,00   | 0,00   |        | I-40 ouest – Knoxville                                                                                | Continue au Tennessee                                                                                |
| Haywood                                                        |                        | 6,70   | 10,80  | 7      | Cold Springs Creek Road – Harmon Den                                                                  | |
| Haywood                                                        |                        | 14,80  | 23,80  | 15     | Fines Creek Road                                                                                      | |
| Haywood                                                        | Cove Creek             | 20,50  | 33,00  | 20     | US 276 sud – Waynesville, Maggie Valley                                                               | |
| Haywood                                                        |                        | 24,20  | 38,90  | 24     | NC 209 (en) – Lake Junaluska, Hot Springs                                                             | |
| Haywood                                                        |                        | 27,30  | 43,90  | 27     | US 19 / US 23 / US 74 ouest – Clyde, Waynesville                                                      | Terminus ouest du multiplex avec US 74                                                               |
| Haywood                                                        | Canton                 | 31,20  | 50,20  | 31     | NC 215 (en) – Canton                                                                                  | |
| Haywood                                                        | Canton                 | 33,20  | 53,40  | 33     | Newfound Road – Canton                                                                                | |
| Buncombe                                                       |                        | 37,40  | 60,20  | 37     | Wiggins Road – Candler, East Canton                                                                   | |
| Buncombe                                                       | Asheville              | 44,30  | 71,30  | 44     | US 19 / US 23 / US 74A est – West Asheville, Enka, Candler                                            | |
| Buncombe                                                       | Asheville              | 45,90  | 73,90  | 46A    | I-26 / US 74 est – Hendersonville, Spartanburg                                                        | Terminus est du multiplex avec US 74; pas d'entrée en direction est                                  |
| Buncombe                                                       | Asheville              | 45,90  | 73,90  | 46B    | I-26 ouest / I-240 est – Asheville, Johnson City                                                      | Pas de sortie direction ouest                                                                        |
| Buncombe                                                       | Asheville              | 46,70  | 75,20  | 47     | NC 191 (en) – West Asheville                                                                          | |
| Buncombe                                                       | Asheville              | 50,20  | 80,80  | 50     | US 25 est – South Asheville, Domaine Biltmore                                                         | Indiqué sortie 50A (sud) et 50B (nord) en direction ouest                                            |
| Buncombe                                                       | Asheville              | 51,30  | 82,60  | 51     | US 25A est – Asheville                                                                                | |
| Buncombe                                                       | Asheville              | 52,80  | 85,00  | 53A    | US 74A est / Blue Ridge Parkway – Bat Cave                                                            | |
| Buncombe                                                       | Asheville              | 52,80  | 85,00  | 53B    | I-240 / US 74A ouest – East Asheville                                                                 | |
| Buncombe                                                       | Asheville              | 55,10  | 88,70  | 55     | Porters Cove Road vers US 70 – East Asheville                                                         | |
| Buncombe                                                       |                        | 58,80  | 94,60  | 59     | Patton Cove Road – Swannanoa                                                                          | |
| Buncombe                                                       | Black Mountain         | 63,80  | 102,70 | 64     | NC 9 (en) – Black Mountain, Montreat                                                                  | |
| Buncombe                                                       | Black Mountain         | 64,80  | 104,30 | 65     | US 70 ouest – Black Mountain                                                                          | Terminus ouest du multiplex avec US 70; sortie direction ouest, entrée direction est                 |
| Buncombe                                                       |                        | 65,70  | 105,70 | 66     | Dunsmore Avenue – Ridgecrest                                                                          | |
| McDowell                                                       | Old Fort               | 71,40  | 114,90 | 72     | US 70 est – Old Fort                                                                                  | Terminus est du multiplex avec US 70; sortie direction est, entrée direction ouest                   |
| McDowell                                                       | Old Fort               | 72,40  | 116,50 | 73     | Catawaba Avenue – Old Fort                                                                            | |
| McDowell                                                       | Old Fort               | 74,80  | 120,40 | 75     | Parker Padgett Road                                                                                   | |
| McDowell                                                       | Marion                 | 81,20  | 130,70 | 81     | Sugar Hill Road – Marion                                                                              | |
| McDowell                                                       | Marion                 | 83,40  | 134,20 | 83     | Ashworth Road                                                                                         | |
| McDowell                                                       | Marion                 | 84,60  | 136,20 | 85     | US 221 – Marion, Rutherfordton                                                                        | |
| McDowell                                                       | Marion                 | 86,30  | 138,90 | 86     | NC 226 (en) – Marion, Shelby                                                                          | |
| McDowell                                                       |                        | 89,80  | 144,50 | 90     | Harmony Grove Road – Nebo, Lake James                                                                 | |
| Burke                                                          |                        | 94,10  | 151,40 | 94     | Dysartsville Road                                                                                     | |
| Burke                                                          |                        | 95,80  | 154,20 | 96     | Kathy Road                                                                                            | |
| Burke                                                          | Glen Alpine            | 97,50  | 156,90 | 98     | Causby Road – Glen Alpine                                                                             | |
| Burke                                                          | Glen Alpine            | 99,50  | 160,10 | 100    | Jamestown Road / Dixie Boulevard – Glen Alpine                                                        | |
| Burke                                                          | Morganton              | 102,90 | 165,60 | 103    | US 64 – Morganton, Rutherfordton                                                                      | |
| Burke                                                          | Morganton              | 104,10 | 167,50 | 104    | Enola Road                                                                                            | |
| Burke                                                          | Morganton              | 105,10 | 169,10 | 105    | NC 18 (en) – Morganton, Shelby                                                                        | |
| Burke                                                          |                        | 106,20 | 170,90 | 106    | Bethel Road                                                                                           | |
| Burke                                                          |                        | 107,40 | 172,80 | 107    | NC 114 (en) – Drexel                                                                                  | |
| Burke                                                          | Valdese                | 110,70 | 178,20 | 111    | Abees Grove Church Road / Milestone Avenue – Valdese                                                  | |
| Burke                                                          | Valdese                | 111,40 | 179,30 | 112    | Mineral Springs Mountain Road – Valdese                                                               | |
| Burke                                                          | Rutherford College     | 112,30 | 180,70 | 113    | Rutherford College Road / Malcolm Boulevard – Connelly Springs, Rutherford College                    | |
| Burke                                                          | Icard                  | 116,20 | 187,00 | 116    | Old NC 10 – Icard                                                                                     | |
| Burke                                                          | Hildebran              | 117,90 | 189,70 | 118    | Old NC 10                                                                                             | |
| Burke                                                          | Hildebran              | 118,80 | 191,20 | 119    | Henry River Road / Center Street – Henry River, Hildebran                                             | |
| Catawba                                                        | Long View              | 120,60 | 194,10 | 121    | 33rd Street – Long View                                                                               | |
| Catawba                                                        | Hickory                | 122,80 | 197,60 | 123A   | US 321 sud vers NC 127 (en) – Lincolnton, Gastonia                                                    | |
| Catawba                                                        | Hickory                | 122,80 | 197,60 | 123B   | US 321 sud vers US 70 – Hickory, Lenoir, Boone                                                        | |
| Catawba                                                        | Hickory                | 125,10 | 201,30 | 125    | Lenoir Rhyne Boulevard – Hickory                                                                      | |
| Catawba                                                        | Hickory                | 126,20 | 203,10 | 126    | McDonald Parkway vers US 70 – Hickory, Newton                                                         | |
| Catawba                                                        | Conover                | 128,10 | 206,20 | 128    | Fairgrove Church Road                                                                                 | |
| Catawba                                                        | Conover                | 130,20 | 209,50 | 130    | Old US 70                                                                                             | |
| Catawba                                                        | Conover                | 131,60 | 211,80 | 132    | NC 16 (en) – Newton, Conover, Taylorsville                                                            | |
| Catawba                                                        | Conover                | 132,60 | 213,40 | 133    | Rock Barn Road                                                                                        | |
| Catawba                                                        | Claremont              | 134,30 | 216,10 | 135    | Oxford Street – Claremont                                                                             | |
| Catawba                                                        | Catawba                | 138,10 | 222,30 | 138    | NC 10 (en) ouest (Oxford School Road) – Catawba                                                       | |
| Iredell                                                        |                        | 140,40 | 226,00 | 141    | Sharon School Road                                                                                    | |
| Iredell                                                        |                        | 144,00 | 231,70 | 144    | Old Mountain Road – West Iredell                                                                      | |
| Iredell                                                        |                        | 145,40 | 234,00 | 146    | Stamey Farm Road                                                                                      | |
| Iredell                                                        | Statesville            | 147,70 | 237,70 | 148    | US 64 / NC 90 (en) – West Statesville, Taylorsville                                                   | |
| Iredell                                                        | Statesville            | 149,50 | 240,60 | 150    | NC 115 (en) – Centre-ville de Statesville, North Wilkesboro                                           | |
| Iredell                                                        | Statesville            | 151,20 | 243,30 | 151    | US 21 – East Statesville, Harmony                                                                     | |
| Iredell                                                        | Statesville            | 152,00 | 244,60 | 152    | I-77 – Charlotte, Wytheville                                                                          | Indiqué sortie 152A (sud) et 152B (nord); sortie 51 de l'I-77                                        |
| Iredell                                                        | Statesville            | 153,70 | 247,40 | 154    | US 64 (Old Mocksville Road)                                                                           | |
| Iredell                                                        |                        | 161,80 | 260,40 | 162    | US 64                                                                                                 | |
| Davie                                                          | Mocksville             | 167,80 | 270,00 | 168    | US 64 – Mocksville                                                                                    | |
| Davie                                                          | Mocksville             | 169,50 | 272,80 | 170    | US 601 – Mocksville, Yadkinville                                                                      | |
| Davie                                                          |                        | 173,50 | 279,20 | 174    | Farmington Road                                                                                       | |
| Davie                                                          |                        | 179,80 | 289,40 | 180    | NC 801 (en) – Bermuda Run, Tanglewood                                                                 | Indiqué sortie 180A (sud) et 180B (nord) en direction ouest                                          |
| Forsyth                                                        | Clemmons               | 182,10 | 293,10 | 182    | Harper Road – Tanglewood, Bermuda Run                                                                 | |
| Forsyth                                                        | Clemmons               | 183,50 | 295,30 | 184    | Lewisville–Clemmons Road – Lewisville, Clemmons                                                       | |
| Forsyth                                                        | Winston-Salem          | 187,70 | 302,10 | 188    | US 421 (Salem Parkway) – Centre-ville de Winston-Salem, Yadkinville                                   | Pas d'accès depuis US 421 sud vers I-40 ouest                                                        |
| Forsyth                                                        | Winston-Salem          | 188,60 | 303,50 | 189    | US 158 (Stratford Road)                                                                               | |
| Forsyth                                                        | Winston-Salem          | 189,30 | 304,60 | 190    | Hanes Mall Boulevard                                                                                  | Sortie direction ouest, entrée direction est                                                         |
| Forsyth                                                        | Winston-Salem          | 191,30 | 307,90 | 192    | NC 150 (en) (Peters Creek Parkway) – Centre-ville de Winston-Salem                                    | |
| Forsyth                                                        | Winston-Salem          | 192,50 | 309,80 | 193C   | Silas Creek Parkway, South Main Street                                                                | Sortie direction ouest, entrée direction est                                                         |
| Forsyth                                                        | Winston-Salem          | 193,20 | 310,90 | 193A   | I-285 / US 52 / NC 8 (en) sud – Lexington                                                             | |
| Forsyth                                                        | Winston-Salem          | 193,20 | 310,90 | 193B   | US 52 / NC 8 (en) nord – Mount Airy                                                                   | |
| Forsyth                                                        | Winston-Salem          | 194,30 | 312,70 | 195    | NC 109 (en) / Clemmonsville Road – Thomasville                                                        | |
| Forsyth                                                        | Winston-Salem          | 195,90 | 315,30 | 196    | I-74 est – High Point                                                                                 | |
| Forsyth                                                        |                        |        |        | 198    | I-74 (Winston-Salem Beltway)                                                                          | Futur échangeur                                                                                      |
| Forsyth                                                        | Kernersville           | 200,70 | 323,00 | 201    | Union Cross Road                                                                                      | |
| Forsyth                                                        | Kernersville           | 203,50 | 327,50 | 203    | NC 66 (en) / Regional Road – Kernersville, High Point                                                 | |
| Guilford                                                       | Colfax                 | 206,40 | 332,20 | 206    | US 421 nord (Salem Parkway) – Kernersville                                                            | Terminus ouest du multiplex aves US 421; sortie direction ouest, entrée direction est                |
| Guilford                                                       | Greensboro             | 207,40 | 333,80 | 208    | Sandy Ridge Road                                                                                      | |
| Guilford                                                       | Greensboro             | 209,70 | 337,50 | 210    | NC 68 (en) – High Point, Piedmont Triad International Airport                                         | |
| Guilford                                                       | Greensboro             | 210,70 | 339,10 | 211    | Gallimore Dairy Road                                                                                  | |
| Guilford                                                       | Greensboro             | 212,10 | 341,30 | 212A   | I-73 / US 421 sud vers I-85 – Asheboro                                                                | Terminus est du multiplex avec US 421                                                                |
| Guilford                                                       | Greensboro             | 212,10 | 341,30 | 212B   | I-73 nord / I-840 est – Piedmont Triad International Airport, Martinsville                            | |
| Guilford                                                       | Greensboro             | 213,00 | 342,80 | 213    | Guilford College Road                                                                                 | |
| Guilford                                                       | Greensboro             | 213,80 | 344,10 | 214    | Wendover Avenue                                                                                       | Indiqué sortie 214A (ouest) et 214B (est) en direction est                                           |
| Guilford                                                       | Greensboro             | 215,30 | 346,50 | 216    | Patterson Street                                                                                      | Sortie direction est, entrée direction ouest                                                         |
| Guilford                                                       | Greensboro             | 216,80 | 348,90 | 217    | Gate City Boulevard, Koury Boulevard                                                                  | |
| Guilford                                                       | Greensboro             | 218,20 | 351,20 | 218    | US 220 sud / Freeman Mill Road – Asheboro                                                             | Terminus ouest du multiplex avec US 220; indiqué sortie 218A (US 220) et 218B (Freeman Mill Road)    |
| Guilford                                                       | Greensboro             | 219,00 | 352,40 | 219    | US 29 sud / US 70 ouest – Charlotte                                                                   | Terminus ouest du multiplex avec US 29 / US 70                                                       |
| Guilford                                                       | Greensboro             | 219,30 | 352,90 | 220    | Randleman Road                                                                                        | |
| Guilford                                                       | Greensboro             | 219,90 | 353,90 | 221    | South Elm-Eugene Street – Centre-ville de Greensboro                                                  | |
| Guilford                                                       | Greensboro             | 221,00 | 355,70 | 222    | Martin Luther King Jr. Drive                                                                          | |
| Guilford                                                       | Greensboro             | 221,10 | 355,80 | 223    | US 29 nord / US 70 est / US 220 nord – Reidsville                                                     | Terminus est du multiplex avec US 29 / US 70 / US 220; sortie direction est, entrée direction ouest  |
| Guilford                                                       | Greensboro             | 223,30 | 359,40 | 224    | Gate City Boulevard, Lee Street                                                                       | |
| Guilford                                                       | Greensboro             | 225,70 | 363,20 | 226    | McConnell Road                                                                                        | |
| Guilford                                                       | Greensboro             | 226,50 | 364,50 | 227    | I-85 sud / I-785 nord – Danville, Charlotte                                                           | Terminus ouest du multiplex avec I-85                                                                |
| Guilford                                                       | McLeansville           | 227,80 | 366,60 | 132    | Mount Hope Church Road                                                                                | Les numéros de sorties suivent ceux de l'I-85                                                        |
| Guilford                                                       | Whitsett               | 230,80 | 371,50 | 135    | Rock Creek Dairy Road                                                                                 | |
| Guilford                                                       | Whitsett               | 233,10 | 375,20 | 138    | NC 61 (en) – Gibsonville                                                                              | |
| Alamance                                                       | Burlington             | 236,00 | 379,80 | 140    | University Drive – Elon                                                                               | |
| Alamance                                                       | Burlington             | 237,00 | 381,40 | 141    | Huffman Mill Road                                                                                     | |
| Alamance                                                       | Burlington             | 238,70 | 384,20 | 143    | NC 62 (en) – Burlington, Alamance                                                                     | |
| Alamance                                                       | Burlington             | 240,80 | 387,50 | 145    | NC 49 (en) – Burlington, Liberty                                                                      | |
| Alamance                                                       | Graham                 | 242,50 | 390,30 | 147    | NC 87 (en) – Graham, Pittsboro                                                                        | |
| Alamance                                                       | Graham                 | 243,50 | 391,90 | 148    | NC 54 (en) – Chapel Hill, Carrboro                                                                    | |
| Alamance                                                       | Haw River              | 245,30 | 394,80 | 150    | Jimmie Kerr Road – Haw River, Roxboro                                                                 | |
| Alamance                                                       | Mebane                 | 247,70 | 398,70 | 152    | Trollingwood Road                                                                                     | |
| Alamance                                                       | Mebane                 | 248,50 | 399,90 | 153    | NC 119 (en) – Mebane                                                                                  | |
| Alamance                                                       | Mebane                 | 250,00 | 402,40 | 154    | Mebane–Oaks Road – Mebane                                                                             | |
| Orange                                                         |                        | 252,70 | 406,70 | 157    | Buckhorn Road                                                                                         | |
| Orange                                                         | Efland                 | 255,80 | 411,70 | 160    | Mount Willing Road – Efland                                                                           | |
| Orange                                                         | Efland                 | 256,40 | 412,70 | 161    | Vers US 70 / NC 86 (en) nord (US 70 Connector)                                                        | |
| Orange                                                         | Hillsborough           | 258,50 | 416,00 | 259    | I-85 nord – Durham                                                                                    | Terminus est du multiplex avec I-85                                                                  |
| Orange                                                         | Hillsborough           | 260,80 | 419,70 | 261    | Old NC 86 – Hillsborough                                                                              | |
| Orange                                                         | Hillsborough           | 262,90 | 423,10 | 263    | New Hope Church Road                                                                                  | |
| Orange                                                         | Hillsborough           | 265,80 | 427,80 | 266    | NC 86 (en) – Chapel Hill, Hillsborough                                                                | |
| Durham                                                         | Chapel Hill            | 269,90 | 434,40 | 270    | US 15 / US 501 – Chapel Hill, Durham                                                                  | |
| Durham                                                         | Chapel Hill            | 272,70 | 438,90 | 273    | NC 54 (en) – Chapel Hill, Durham                                                                      | Indiqué sortie 273A (ouest) et 273B (est) en direction ouest                                         |
| Durham                                                         | Durham                 | 274,20 | 441,30 | 274    | NC 751 (en) – Jordan Lake                                                                             | |
| Durham                                                         | Durham                 | 275,60 | 443,50 | 276    | Fayetteville Road – Southpoint Mall, université du centre de la Caroline du Nord                      | |
| Durham                                                         | Durham                 | 277,80 | 447,10 | 278    | NC 55 (en) vers NC 54 (en) – Apex                                                                     | |
| Durham                                                         | Research Triangle Park | 279,10 | 449,20 | 279A   | NC 885 Toll (en) sud (Triangle Expressway) – Morrisville                                              | |
| Durham                                                         | Research Triangle Park | 279,10 | 449,20 | 279B   | I-885 nord (Durham Freeway) – Centre-ville de Durham                                                  | |
| Durham                                                         | Research Triangle Park | 280,10 | 450,80 | 280    | Davis Drive                                                                                           | |
| Durham                                                         | Durham                 | 280,80 | 451,90 | 281    | Miami Boulevard                                                                                       | |
| Durham                                                         | Durham                 | 281,40 | 452,90 | 282    | Page Road                                                                                             | |
| Durham                                                         | Durham                 | 282,30 | 454,30 | 283    | I-540 est / NC 540 (en) ouest vers NC 540 Toll (en) / US 1 nord / US 64 ouest / US 70 – North Raleigh | Indiqué sortie 283A (I-540) et 283B (NC 540) en direction ouest                                      |
| Wake                                                           | Morrisville            | 283,50 | 456,20 | 284    | Airport Boulevard – Aéroport de Raleigh-Durham                                                        | |
| Wake                                                           | Cary                   | 284,70 | 458,20 | 285    | Aviation Parkway – Morrisville, Aéroport de Raleigh-Durham                                            | Indiqué sortie 285A (sud) et 285B (nord) en direction ouest                                          |
| Wake                                                           | Cary                   | 287,00 | 461,90 | 287    | Harrison Avenue – Cary                                                                                | |
| Wake                                                           | Raleigh                | 288,60 | 464,50 | 289    | Wade Avenue vers I-440 / US 1 nord – Centre-ville de Raleigh                                          | |
| Wake                                                           | Raleigh                | 290,50 | 467,50 | 290    | NC 54 (en) – Cary                                                                                     | |
| Wake                                                           | Raleigh                | 291,40 | 469,00 | 291    | Cary Towne Boulevard – Cary                                                                           | |
| Wake                                                           | Raleigh                | 292,60 | 470,90 | 293A   | US 1 sud / US 64 ouest – Cary, Asheboro                                                               | Terminus ouest du multiplex avec US 64                                                               |
| Wake                                                           | Raleigh                | 292,60 | 470,90 | 293B   | I-440 est / US 1 nord – Raleigh, Wake Forest                                                          | |
| Wake                                                           | Raleigh                | 295,00 | 474,80 | 295    | Gorman Street                                                                                         | |
| Wake                                                           | Raleigh                | 297,10 | 478,10 | 297    | Lake Wheeler Road                                                                                     | |
| Wake                                                           | Raleigh                | 298,00 | 479,60 | 298    | US 70 / US 401 / NC 50 (en) (S. Saunders Street) – Centre-ville de Raleigh, Garner                    | Indiqué sortie 298A (est / sud) et 298B (ouest / nord)                                               |
| Wake                                                           | Raleigh                | 298,80 | 480,90 | 299    | Hammond Road, Person Street                                                                           | |
| Wake                                                           | Raleigh                | 300,30 | 483,30 | 300    | Rock Quarry Road                                                                                      | Indiqué sortie 300A (sud) et 300B (nord) en direction ouest                                          |
| Wake                                                           | Raleigh                | 301,10 | 484,60 | 301    | I-87 nord / I-440 ouest / US 64 est – Knightdale                                                      | Terminus est du multiplex avec US 64                                                                 |
| Wake                                                           |                        | 303,50 | 488,40 | 303    | Jones Sausage Road                                                                                    | |
| Wake                                                           | Garner                 | 305,60 | 491,80 | 306    | US 70 ouest / US 70 Bus. est – Garner, Clayton                                                        | Terminus ouest du multiplex avec US 70; indiqué sortie 306A (ouest) et 306B (est) en direction ouest |
| Wake                                                           | Garner                 | 309,60 | 498,30 | 309    | US 70 est – Smithfield, Goldsboro                                                                     | Terminus est du multiplex avec US 70                                                                 |
| Wake                                                           | Garner                 |        |        | 310    | NC 540 Toll (en) (Triangle Expressway)                                                                | Échangeur en construction                                                                            |
| Johnston                                                       |                        | 311,80 | 501,80 | 312    | NC 42 (en) – Clayton, Fuquay-Varina                                                                   | |
| Johnston                                                       |                        | 312,40 | 502,80 |        | Cleveland Road                                                                                        | Futur échangeur                                                                                      |
| Johnston                                                       | McGee's Crossroads     | 318,60 | 512,70 | 319    | NC 210 (en) – Smithfield, Angier                                                                      | |
| Johnston                                                       | Benson                 | 325,40 | 523,70 | 325    | NC 242 (en) sud vers US 301 – Benson                                                                  | |
| Johnston                                                       | Benson                 | 327,80 | 527,50 | 328    | I-95 – Benson, Fayetteville, Rocky Mount, Smithfield                                                  | Indiqué sortie 238A (sud) et 238B (nord); sortie 81 de l'I-95                                        |
| Johnston                                                       |                        | 333,60 | 536,90 | 334    | NC 96 (en) – Meadow                                                                                   | |
| Sampson                                                        | Newton Grove           | 341,00 | 548,80 | 341    | NC 50 (en) / NC 55 (en) vers US 13 – Newton Grove                                                     | |
| Sampson                                                        | Newton Grove           | 343,30 | 552,50 | 343    | US 701 vers US 13 – Clinton, Newton Grove                                                             | |
| Sampson                                                        |                        | 348,00 | 560,10 | 348    | Suttontown Road                                                                                       | |
| Sampson                                                        |                        | 355,40 | 572,00 | 355    | NC 403 (en) – Faison                                                                                  | |
| Duplin                                                         | Warsaw                 | 364,50 | 586,60 | 364    | NC 24 (en) ouest / NC 24 Bus. (en) vers NC 50 (en) – Warsaw, Clinton                                  | Terminus ouest du multiplex avec NC 24                                                               |
| Duplin                                                         | Warsaw                 | 369,60 | 594,80 | 369    | US 117 – Warsaw                                                                                       | |
| Duplin                                                         |                        | 372,90 | 600,10 | 373    | NC 24 (en) est/ NC 903 (en) – Magnolia, Kenansville, Beulaville                                       | Terminus est du multiplex avec NC 24                                                                 |
| Duplin                                                         | Rose Hill              | 380,00 | 611,60 | 380    | Charity Road – Rose Hill                                                                              | |
| Duplin                                                         |                        | 384,10 | 618,10 | 384    | NC 11 (en) – Wallace, Greenevers                                                                      | |
| Duplin                                                         |                        | 385,40 | 620,20 | 385    | NC 41 (en) – Wallace, Beulaville                                                                      | |
| Pender                                                         |                        | 390,20 | 628,00 | 390    | US 117 – Wallace                                                                                      | |
| Pender                                                         | Burgaw                 | 398,50 | 641,30 | 398    | NC 53 (en) – Burgaw, Jacksonville                                                                     | |
| Pender                                                         | Rocky Point            | 408,10 | 656,80 | 408    | NC 210 (en) – Rocky Point                                                                             | |
| New Hanover                                                    | Castle Hayne           | 414,50 | 667,10 | 414    | Holly Shelter Road – Castle Hayne                                                                     | |
| New Hanover                                                    | Murraysville           | 416,90 | 670,90 | 416    | I-140 ouest / NC 140 (en) – Shallotte, Myrtle Beach, Topsail Island, Jacksonville                     | Indiqué sortie 416A (ouest) et 416B (est)                                                            |
| New Hanover                                                    | Wilmington             | 419,90 | 675,80 | 420    | US 117 / NC 132 (en) nord / Gordon Road – Castle Hayne                                                | Indiqué sortie 420A (Gordon Road) et 420B (US 117 / NC 132) en direction ouest                       |
| New Hanover                                                    | Wilmington             | 423,60 | 681,70 | —      | US 117 / NC 132 (en) sud – Port d'État, Carolina Beach                                                | Continue comme US 117 / NC 132                                                                       |
| - Terminus de multiplex - Péage - Accès incomplet - Non-ouvert |                        |        |        |        | | |

## Autoroutes reliées

### Oklahoma
- Interstate 240
- Interstate 440

### Arkansas
- Interstate 440
- Interstate 540

### Tennessee
- Interstate 140
- Interstate 240
- Interstate 440
- Interstate 640
- Interstate 840

### Caroline du Nord
- Interstate 140
- Interstate 240
- Interstate 440
- Interstate 540
- Interstate 840

## Dans la culture
Dans le film d'animation Cars, le héros, Flash McQueen, se retrouve coincé dans une petite ville fictive, Radiator Springs, située sur le tracé de la route 66 et ayant perdu son dynamisme depuis l'aménagement de l'Interstate 40, que McQueen a quitté par erreur à la suite d'un incident.